# Robert Stewart, 2. Marquess of Londonderry

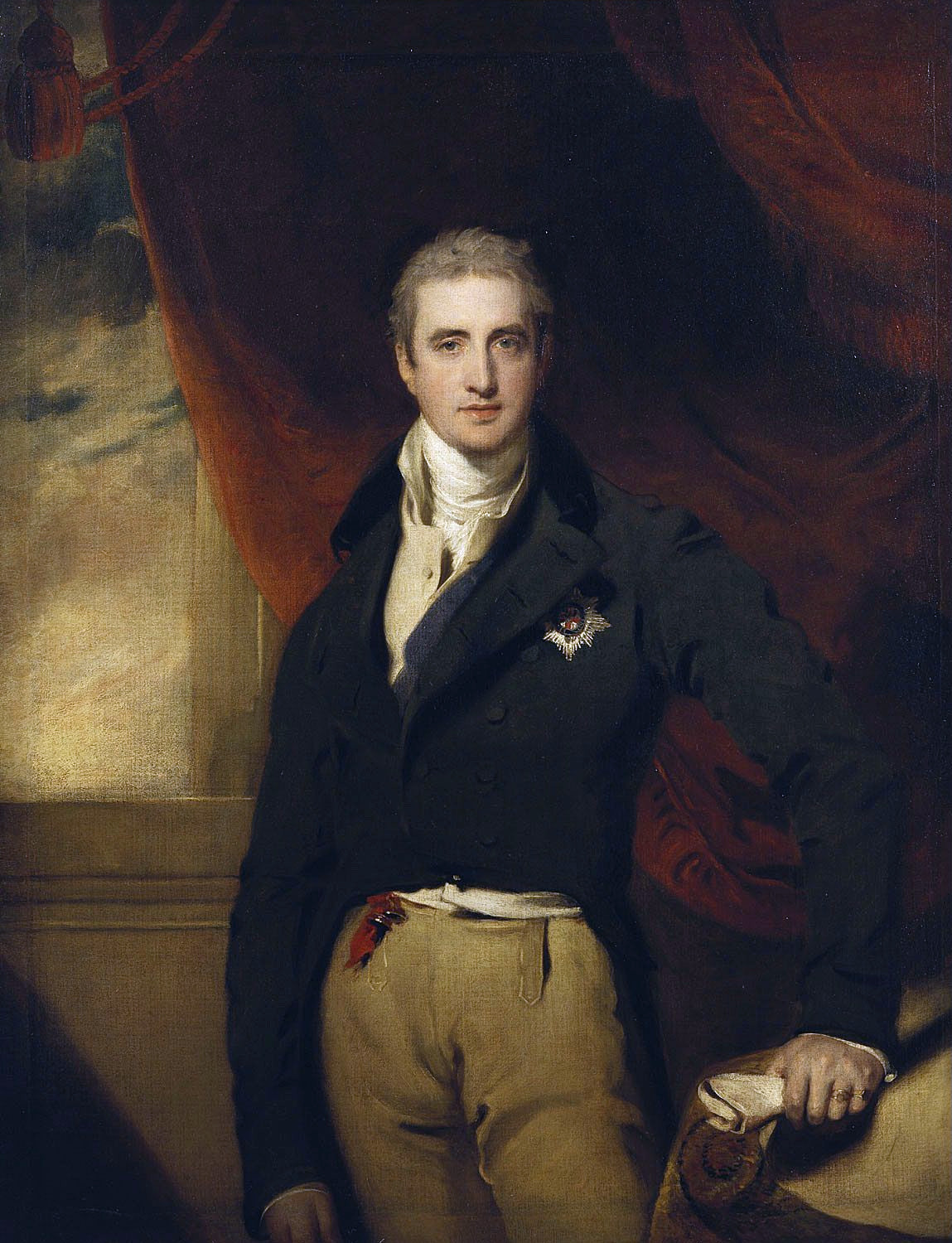
Robert Stewart, Viscount Castlereagh, Porträt von Thomas Lawrence (um 1810)

Robert Stewart, 2. Marquess of Londonderry, KG, PC (* 18. Juni 1769 in Dublin; † 12. August 1822 in London), war ein britischer Staatsmann. Von 1796 bis 1821 führte er den Höflichkeitstitel Viscount Castlereagh, unter dem er allgemein bekannt geworden ist.
Einer adeligen Familie mit irisch-schottischen Wurzeln entstammend, erhielt Castlereagh eine privilegierte Ausbildung und wurde dank der Unterstützung seines Vaters 1790 ins irische Parlament gewählt. Zunächst trat er als Reformer auf und setzte sich u. a. für die Gleichstellung der Katholiken (Katholikenemanzipation) sowie die Eindämmung der Patronage im politischen System ein; politisch stand er den Whigs um Charles James Fox nahe. Unter dem Eindruck der zunehmend chaotischer und blutiger verlaufenden Französischen Revolution wechselte er jedoch um 1794 seine politische Orientierung und schloss sich Premierminister William Pitt dem Jüngeren an, der seine politischen Talente schnell erkannte und ihn förderte. Als einer von Pitts Leutnants in Irland schlug er 1798 den irischen Aufstand nieder und setzte in der Folge mit einer Mischung aus weitgehenden politischen Versprechungen, politischem Druck und Bestechungen den Act of Union 1800 durch, der die staatliche Vereinigung der beiden Königreiche zum Vereinigten Königreich Großbritannien und Irland besiegelte. Die implizit versprochene politische Gleichstellung der Katholiken konnte Pitt d. J. jedoch gegen den Widerstand von König Georg III. nicht durchsetzen, worauf er (und mit ihm Castlereagh) zunächst zurücktraten.
Castlereagh trat bald erneut in die Regierung (als Präsident des Kontrollamtes) ein; vor dem Hintergrund des neu ausgebrochenen Kriegs gegen das Napoleonische Frankreich stieg er in schneller Folge zum Führer des Unterhauses und Kriegsminister auf. Nach Pitts Tod und erneuter kurzer Oppositionsphase wurde er in der Regierung Portland 1807 erneut Kriegsminister. In der Folge kam es zu Meinungsverschiedenheiten mit Außenminister George Canning, die 1809 zu einem Duell zwischen beiden und zum Rücktritt beider führten. 1812 wurde Castlereagh Außenminister und avancierte schnell zu einem der führenden Staatsmänner Europas. Im Zusammenspiel mit dem österreichischen Außenminister Metternich kam ihm zunächst eine maßgebliche Rolle bei der Bildung der großen Koalition gegen Napoleons Vorherrschaft und bei der folgenden politischen Neugestaltung Europas zu. Seine Außen- und Innenpolitik gingen Hand in Hand: Außenpolitisch etablierte er in Einvernehmen mit Metternich das Prinzip der Monarchenkongresse und achtete dabei im Rahmen der Pentarchie auf ein Gleichgewicht der Kräfte auf dem europäischen Kontinent, innenpolitisch verfocht er wie Metternich repressive Maßnahmen, wenn auch ohne Absolutismus, machte sich damit in großen Teilen der Öffentlichkeit unbeliebt. Seinem Suizid im August 1822 waren mehrere Tage psychischer Entgleisung vorausgegangen.

## Leben

### Herkunft, Familie, Charakterbeschreibung

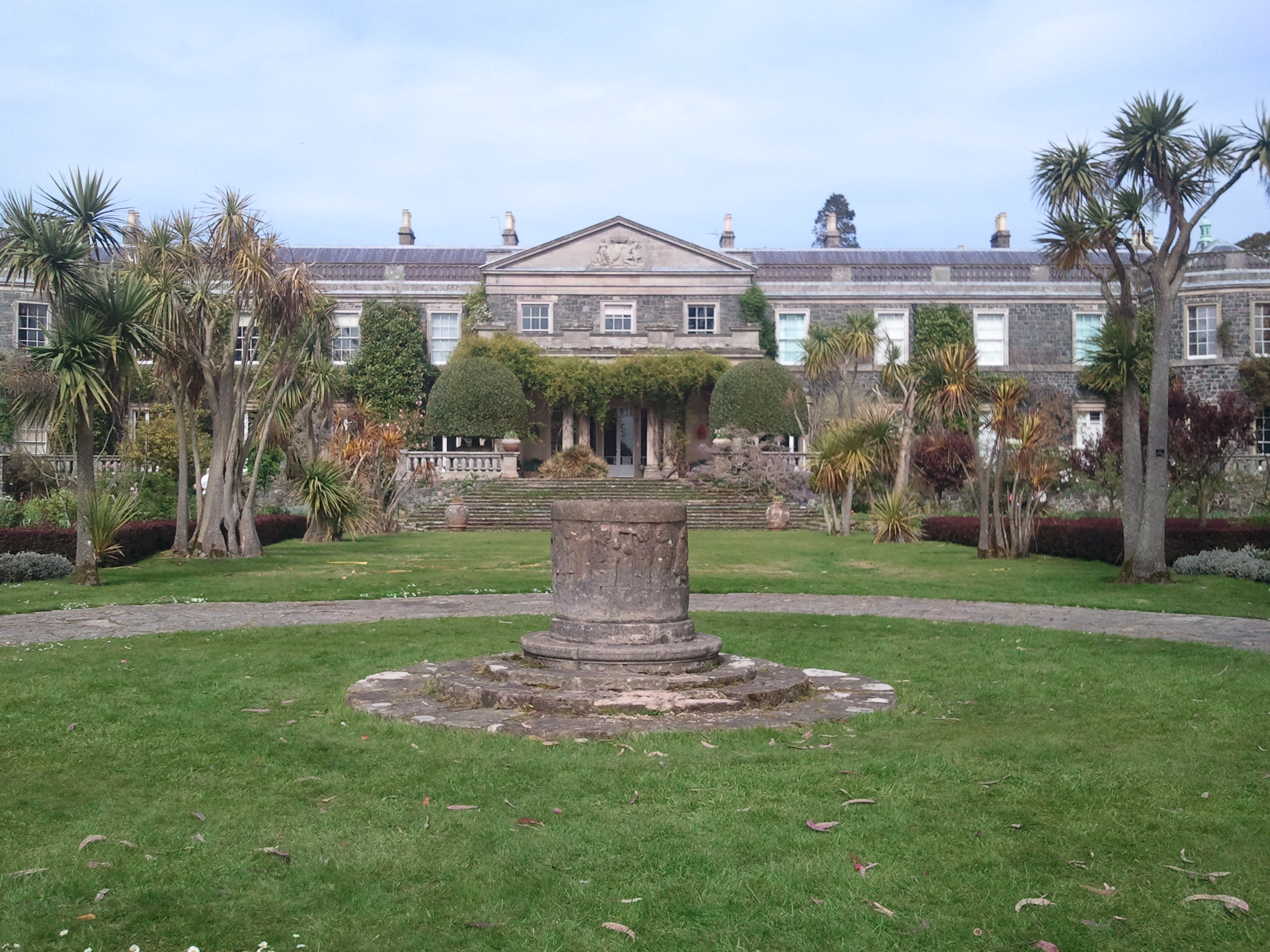
Mount Stewart im April 2011

Die Familie Stewart in Irland lässt sich in ihrer agnatischen Abstammungslinie auf ein Mitglied des schottischen Clan der MacGregors zurückverfolgen, das nach der Niederlage in einer Fehde gegen den Clan Colquhoun in der Zeit von Jakob I. aus Schottland fliehen musste, ins nordirische Ulster zog (Ulster-Schotten) und dort seinen Familiennamen zu „Stewart“ änderte. Der Großvater Castlereaghs, Alexander Stewart (1699–1781), wurde als zweitgeborener Sohn nach Dublin geschickt, um eine Lehrstelle bei einem Handelsunternehmen anzunehmen, die er jedoch bald verließ, um ein eigenes Unternehmen zu gründen. Beim Tod seines älteren Bruders erbte er mit 32 Jahren den Familienbesitz. Er zog nach London, wo er die reiche Erbin Mary Cowan heiratete, deren Vater einige Jahre Gouverneur von Bombay gewesen war. Durch diese vorteilhafte Ehe war es ihm möglich, in Dublin und im County Londonderry umfangreicheren Besitz zu erwerben. Nach dem Scheitern seiner politischen Ambitionen konzentrierte er sich auf seine Besitztümer und errichtete Mount Stewart.

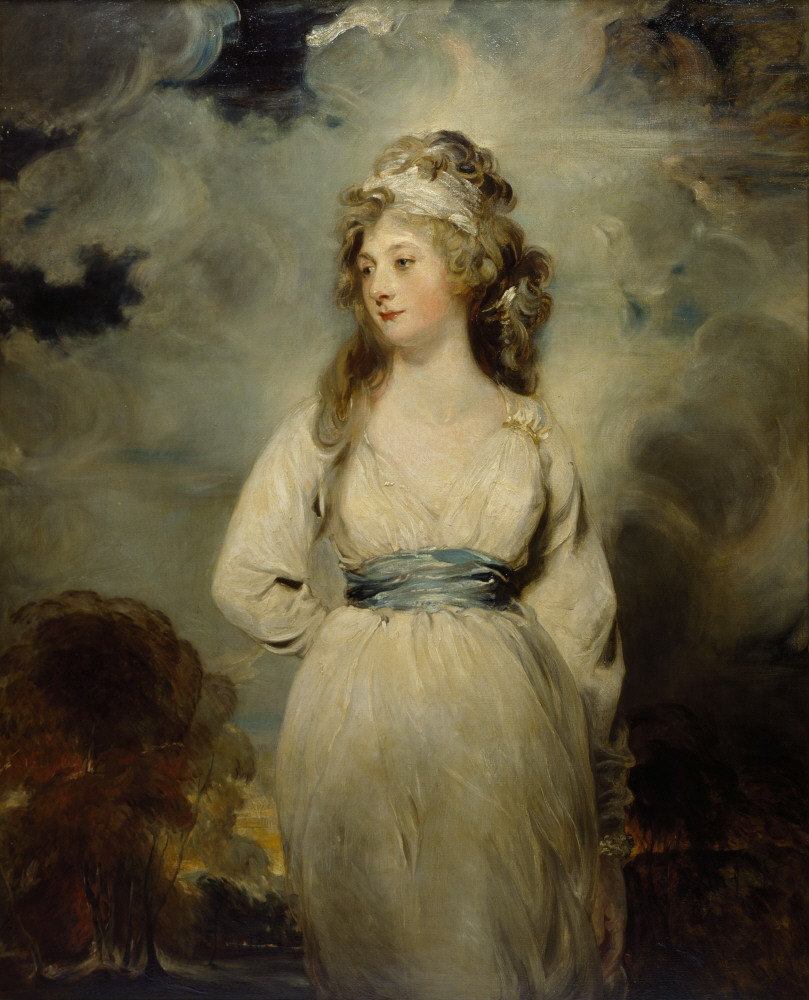
Amelia „Emily“ Stewart. Porträt von Thomas Lawrence

Alexanders Sohn, Robert Stewart, wurde für das County Down Parlamentsabgeordneter im irischen Unterhaus; auch er schloss eine vorteilhafte Ehe und heiratete 1766 Lady Sarah Frances Seymour-Conway, Tochter des 1. Marquess of Hertford, eines ehemaligen Lord Lieutenant of Ireland. Ein Sohn verstarb vor seinem zweiten Geburtstag, als Lady Sarah bereits hochschwanger mit einem zweiten Kind war. Am 18. Juni 1769 kam ihr zweiter Sohn in Dublin zur Welt, der nach seinem Vater ebenfalls Robert genannt wurde. Ein Jahr nach der Geburt des Sohnes Robert starb seine Mutter im Kindbett.
Robert Stewart heiratete darauf fünf Jahre später erneut; mit der Tochter von Charles Pratt, 1. Earl Camden, Lady Frances Pratt, verband er seine Familie mit der englischen Nobilität. Sein neuer Schwiegervater war ein bedeutender Jurist und prominenter Anhänger von William Pitt dem Jüngeren.
Da sein Vater in Dublin im Parlament saß, wurde der sechsjährige jüngere Robert bei seinen Großeltern in Mount Stewart aufgezogen. Laut seinen Biographen verbrachte er dort seine ersten Lebensjahre liebevoll behütet in idyllischer Umgebung.
Durch die erneute Heirat hatte der jüngere Robert mehrere Halbgeschwister, von denen nur sein Halbbruder, Charles Vane, Prominenz erlangte. Dieser schlug später eine ähnliche Karriere ein und diente zunächst von 1807 bis 1809 unter ihm als Unterstaatssekretär, dann unter Duke Wellington in Spanien. Später wurde er britischer Botschafter in Wien und von seinem Verwandten Castlereagh trotz seiner Unzulänglichkeiten gefördert. Beim Wiener Kongress machte er vor allem mit seinen Affären (u. a. mit Katharina Bagration) und seinem extravaganten Auftreten von sich reden.
Der jüngere Robert heiratete 1794 Lady Amelia “Emily” Hobart, Tochter des 2. Earl of Buckinghamshire. Emily galt den meisten Biographen Castlereagh als eitle und oberflächliche Frau, deren leichtlebiger Charakter in Kontrast zu dem ihres Mannes stand. Die als glücklich beschriebene Ehe blieb kinderlos. Später übernahmen beide allerdings die Erziehung ihres Neffen Frederick Stewart, der ein Sohn von Roberts Halbbruder Charles war, der seinen Sohn wegen seines Militärdienstes nicht selbst erziehen konnte. Emily begleitete ihren Mann auch auf den meisten diplomatischen Reisen, die dieser als Außenminister unternahm. Sie hatte in der Londoner Gesellschaft wegen ihrer Redseligkeit und ihrer Vorliebe für freizügige Kleider den Spitznamen „die nackte Wahrheit“. In späteren Jahren begann sie als prominente Dame der höheren Londoner Gesellschaft wiederholt Rivalitäten, zum Beispiel mit der Fürstin Dorothea von Lieven, mit der ihr Mann eng befreundet war. Auch mit der Mätresse von König Georg IV., Lady Conyngham, hatte sie eine andauernde Fehde.
Castlereagh wird als in kleinem Kreis geselliger Charakter beschrieben, der gern musizierte und sang. Einige überlieferte Wutausbrüche wurden von seinen Biographen als uncharakteristisch gewertet. Er wirkte in der Öffentlichkeit auf seine Zeitgenossen oft eher schüchtern und gab hinter einer liebenswürdigen Fassade wenig von sich preis. Es ist überliefert, dass er an übernatürliche Phänomene glaubte – so meinte er im Dezember 1796 einmal, den Geist eines Jungen gesehen zu haben.

### Ausbildung
Der jüngere Robert besuchte vier Jahre lang die Royal School in Armagh, wo Kenntnisse in den klassischen Altertumswissenschaften erwarb, jedoch das Fach niemals in dem Maß beherrschte wie einige seiner brillanteren Zeitgenossen, zum Beispiel sein in Eton geschulter späterer Rivale Canning. Er wurde dann unter dem Einfluss seiner Stiefmutter mit 12 Jahren auf eine Privatschule in Portaferry transferiert, da er in Armagh konstanten Anfeindungen ausgesetzt war. Dazu wurde er von einem Tutor (James Cleland) gebildet. Cleland, der sich als Magistrat als ein bigotter und nachtragender Mann zeigte, vermittelte seinem Schüler seine intoleranten Ansichten. Giles Hunt sah 2008 den Einfluss Clelands als mitverantwortlich für die spätere kompromisslose Härte an, die der junge Robert ab Mitte 1795 bei der Niederschlagung des irischen Aufstands zeigte. Anschließend studierte er an der Universität Cambridge. Die Universität von Cambridge war gegen Ende des 18. Jahrhunderts im Vergleich zum großen Rivalen Oxford an einem relativen Tiefpunkt angelangt. So schrieb etwa William Wilberforce negativ über die Fellows am Trinity Hall College, die über keinerlei akademische Qualifikationen verfügen würden. St John’s College, auf dem der junge Robert als Fellow Commoner studierte, war akademisch allerdings eine der besseren Universitäten und begann zu dieser Zeit auch eine ganze Serie renommierter Mathematiker auszubilden. In Cambridge studierte er zunächst erfolgreich und erreichte die höchsten Bewertungen im ersten Jahr, zog sich dann jedoch eine Krankheit zu und verbrachte zur Erholung fast ein Jahr bei seinem Stiefgroßvater Charles Pratt, 1. Earl Camden in London. Camden hatte sich zum Vertrauten, Ratgeber und väterlichen Freund entwickelt. Danach verlor der junge Robert das Interesse am Studium. Ende 1788 verließ er die Universität vorzeitig, ein Schritt, der ihm angesichts seiner privilegierten Stellung als ältester Sohn eines einflussreichen Adeligen ohne negative Konsequenzen für seinen weiteren Lebensweg möglich war. Anfang 1789 kehrte er ohne Abschluss nach Irland zurück.

### Erste politische Schritte
Der ältere Robert wurde zwischenzeitlich in der Peerage of Ireland 1789 zum Baron Londonderry erhoben. (1795 wurde er dann zum Viscount Castlereagh, 1796 zum Earl of Londonderry und 1816 zum Marquess of Londonderry erhoben.) Da sein Vater nun als Baron Londonderry ins irische Oberhaus (House of Lords) einzog, musste er seinen Sitz als Unterhausmitglied im irischen Parlament für das County Down aufgeben und war entschlossen, seinen Sohn als Nachfolger zu installieren. Er scheute keine Kosten, um den Wahlkampf zu finanzieren und gab 60.000 Pfund aus. Der jüngere Robert trat bei seinem Wahlkampf für die Katholikenemanzipation ein; die katholische Bevölkerung sollte hierdurch juristisch gleichgestellt und zur Wahl berechtigt werden. Weiter trat er für Reformen und die Bekämpfung von Patronage ein, beides Themen, bei denen er in späteren Jahren eine Kehrtwende vollzog. 1790 zog er als Unabhängiger Abgeordneter in das irische Unterhaus ein, in dem er bis zur Auflösung des irischen Parlaments durch den Act of Union 1800 saß. Zunächst bewegte er sich als Abgeordneter in Dublin in den sozialen Zirkeln seines Vaters; er frequentierte häufig den Whig Club in Dublin, in dem er vor allem mit den liberalen Freunden seinen Vaters verkehrte. Bei mehreren Gelegenheiten trank er in Gesellschaft auf die Revolutionen in Amerika und in Frankreich, einmal auch auf „das Seil, an dem der König hängen soll“. Sowohl Adam Zamoyski als auch Giles Hunt sahen hierin eher die jugendlichen Schwärmereien eines politisch noch nicht gefestigten jungen Mannes, der sich von den Trends seiner Zeit anstecken ließ, aber niemals wirklich im Herzen ein Liberalist wie Charles James Fox gewesen sei. Die spätere Abkehr sei nicht aus Eigennutz erfolgt, sondern eher durch eigene Beobachtungen und durch die Überzeugungskraft der Argumente von Pitt d. J. und Edmund Burke. Hunt verwies zudem darauf, dass der jüngere Robert sich immer stark durch äußere Autoritäten beeinflussen ließ. Seine politische Meinung sei zunächst primär von den liberalen Freunden seines Vaters geprägt worden, zu denen er aufgeschaut habe; später habe er sich einfach den Überzeugungen anderer angeschlossen.
Nach dem Ende der Parlamentssession 1791 unternahm er eine kurze Reise auf den Europäischen Kontinent, immer begleitet von Edmund Burkes Schrift „Betrachtungen über die Revolution in Frankreich“, die ihn beeinflusste. Er äußerte sich skeptisch über Burkes Prophezeiungen, dass die Revolution einen militärischen Diktator hervorbringen würde (was tatsächlich eintrat: Napoleon Bonaparte putschte sich am 9. November 1799 an die Macht).
Bei seiner Reise erlebte er aus nächster Nähe die französische Revolution. In Südfrankreich, wo sich gewaltsamer Widerstand zu formieren begann, beobachtete er Szenen von „grausamer Barbarei“. Aus dem Norden Frankreichs berichtete er dagegen von einem „begeisterten Fanatismus“ unter den Anhängern der Revolution. Daraus leitete er einen pessimistischen Ausblick ab. Eine weitere geplante Reise nach Frankreich im Jahr 1792 scheiterte in Belgien, da die Lage in Frankreich dies bereits unmöglich machte. Sein Biograph John Bew sieht in seinen Reisen durch Frankreich ein formatives Erlebnis, bei dem sein politisches Bewusstsein erwacht sei. Zudem sei seine Abneigung gegen intellektuelles Theoretisieren und sein Hang zur Betonung praktischer Erfahrung erkennbar geworden; Bew sah hier bereits seine spätere Neigung zur Realpolitik angelegt.

### In Irland und London

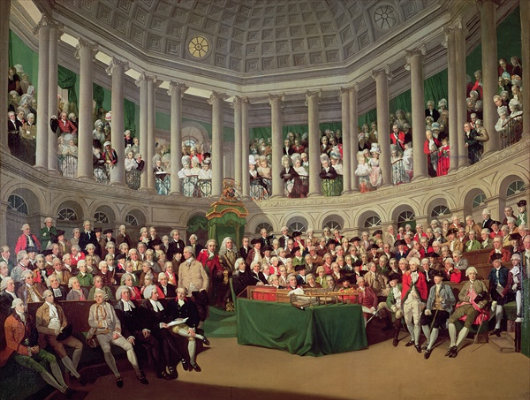
Irisches Unterhaus (1780)

Trotz des eigenen Parlaments, das nur begrenzte Befugnisse hatte, wurde Irland eigentlich von London aus regiert, wo die eigentlich wichtigen Entscheidungen getroffen wurden.
Zunächst hatte der jüngere Robert sich in Irland in den (oppositionellen) liberalen Whig-Kreisen bewegt, die für einen irischen Republikanismus einstanden; er selbst hatte in dieser Phase auch mit Trinksprüchen auf George Washington sowie den Souverän, das Volk, angestoßen. Seine Freunde und väterlichen Vordenker wie Lord Charlemont, waren ebenfalls Anhänger der oppositionellen Whigs. In London wiederum hatte er politisch der Whig-Gruppierung um Charles James Fox nahegestanden. 1794 wechselte er jedoch seine politische Orientierung und schloss sich – wie viele andere aufstrebende Politiker – unter dem Eindruck der immer blutiger verlaufenden französischen Revolution William Pitt dem Jüngeren an. Dieser fand schnell einen Sitz für ihn im britischen Unterhaus, den er parallel zu seinem Sitz im irischen Unterhaus einnahm. Während er in Irland einen der bevölkerungsreichsten Wahlkreise repräsentierte, war sein Wahlkreis im englischen Cornwall einer der Pocket boroughs.
Als Großbritannien 1793 Frankreich den Krieg erklärte, wurde er Lieutenant-Colonel des Milizregiments des County Londonderry unter Colonel Thomas Conolly. Von 1798 bis zu seinem Tod war er selbst Colonel dieses Regiments.
Im Oktober 1795 hielt er anlässlich der Parlamentseröffnung seine Erstrede im britischen Unterhaus. Von der Regierung war er ausgewählt, um gemeinsam mit dem Earl of Dalkeith den üblichen Antrag einzureichen, bei der König Georg III. für seine Thronrede der Dank ausgesprochen werden sollte. Seine Rede fand vor einer angespannten Atmosphäre im Parlament statt. Auf den König war erfolglos ein Anschlag verübt worden, als er zur Parlamentseröffnung anreiste; als Reaktion kündigte Premierminister Pitt drakonische Sicherheitsgesetze an. Entsprechend hielt der junge Robert seine Rede als Vertreter einer Regierung, die die Ordnung bewahren und Radikalismus bekämpfen wollte. Die Rede machte keinen Eindruck. Während seiner ganzen politischen Karriere galt er als vergleichsweise schlechter Redner. Da gerade in seinen politischen Anfangsjahren die Debatten im britischen Unterhaus von legendären Rednern wie Charles James Fox, William Pitt, Edmund Burke und zunehmend auch dem aufstrebenden George Canning dominiert wurden, forderten besonders in dieser Zeit sein teils unausgegorener Satzbau und sein Redestil im Unterhaus oft Gelächter und Hohn der Anwesenden heraus.
Ab 1796 führte er als Heir apparent seines Vaters den Höflichkeitstitel Viscount Castlereagh, nachdem sein Vater zum Earl of Londonderry erhoben worden war.

### „Pitts Handlanger“ in Irland

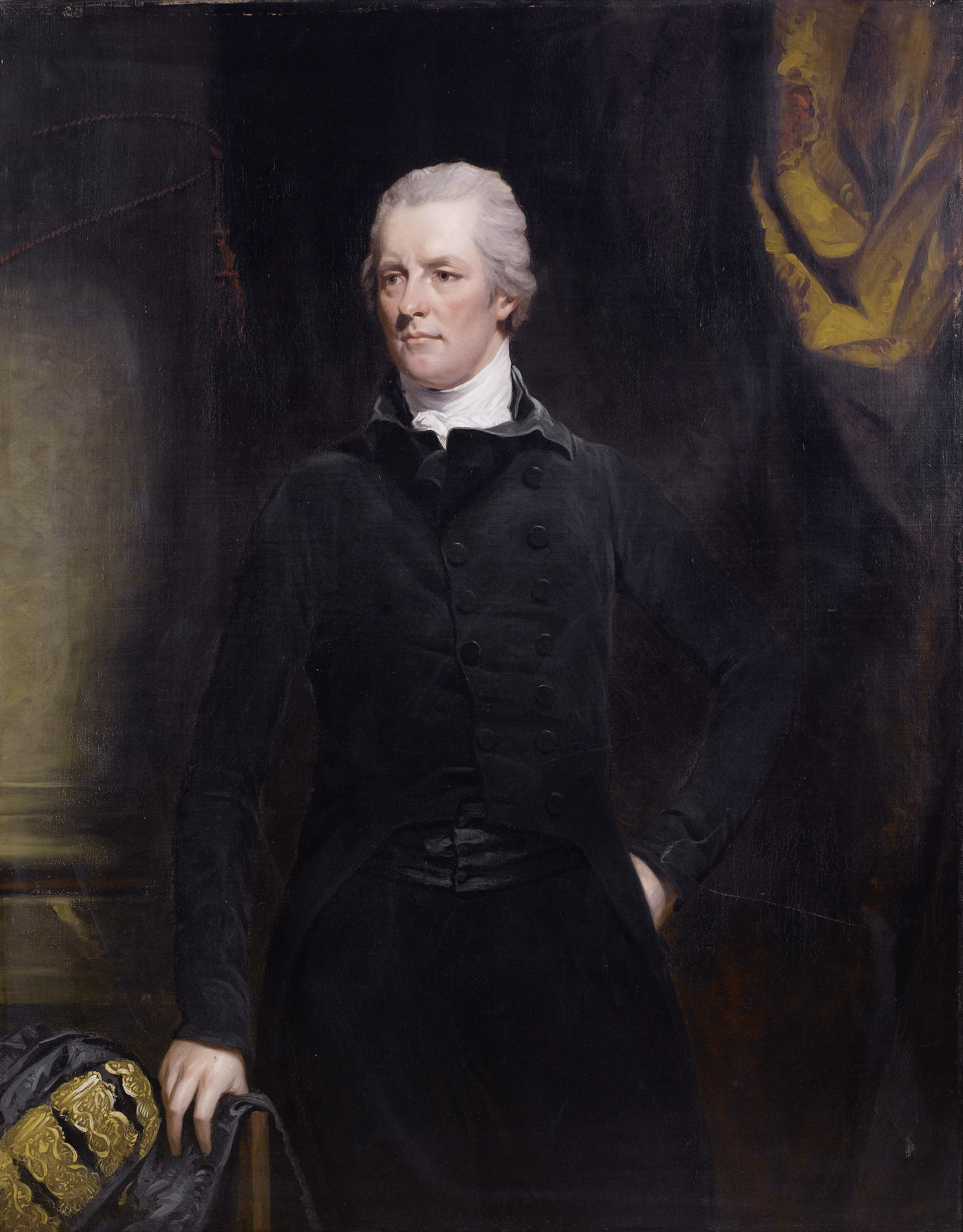
Politischer Förderer und Vorbild: William Pitt der Jüngere (nach 1806)

Irland stand für Premierminister Pitt wiederholt auf der Tagesordnung; 1792 und erneut 1793 hatte er mit seiner rechten Hand Henry Dundas Gesetzesinitiativen initiiert, die der katholischen Mehrheit in Irland Erleichterungen bringen und ihr mehr Rechte einräumen sollte. Ausgelöst durch die Regency-Krise 1788 kam er jedoch zum Schluss, dass die Fusion von irischem Parlament mit dem Parlament in Westminster unabdingbar sei, um die Kontrolle über Irland zu bewahren. Pitt verfolgte eine Doppelstrategie; zum einen wollte er die Königreiche vereinen, um die britische Herrschaft über Irland zu sichern. Zum anderen wollte er mit der rechtlichen und politischen Gleichstellung der Katholiken (Katholikenemanzipation) und der Aufhebung der diskriminierenden Gesetze die katholische Bevölkerungsgruppe (die in Irland insgesamt die Mehrheit stellte) in die neue Union integrieren. In Pitts Vision war beides verbunden und die Katholikenemanzipation die logische Folge der Union. Die Katholikenemanzipation war jedoch durch starke Opposition (auch von Seiten des Königs) in Frage gestellt. Pitt hielt deshalb seine diesbezüglichen Pläne geheim und wollte die Katholikenemanzipation erst nach der Union angehen.

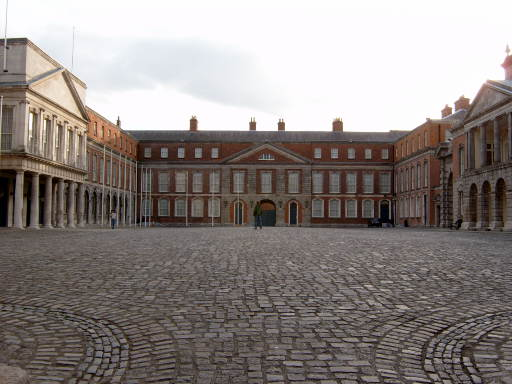
Dublin Castle; links die Wohnräume des Lord Lieutenant

In der Zwischenzeit entsandte er Lord Fitzwilliam 1794 nach Irland, um dort für ihn als Lord Lieutenant of Ireland die Regierungsgeschäfte in Dublin zu leiten. Trotz klarer Weisungen agierte Fitzwilliam in Dublin schnell selbstständig; entgegen seinen vorherigen Anweisungen entließ er mehrere altgediente Regierungsbeamte im Dublin Castle. Dazu versprach er auch öffentlich die Gleichstellung der Katholiken, eine Maßnahme die Pitt zwar befürwortete, aber aufgrund noch unter Verschluss hatte halten wollen. Daraufhin wurde Fitzwilliam notgedrungen zurückberufen. Fitzwilliams Rückruf sorgte für zusätzliche Unruhen in der irischen Bevölkerung, die die Entlassung als Reaktion auf Fitzwilliams Unterstützung der Katholikenemanzipation wertete. Bereits durch die Agitation von Anhängern der Jakobiner aufgewiegelt, vergiftete Fitzwilliams Rückruf vollends die Stimmung und führte zu sektiererischen Unruhen. In Ulster bildete sich eine Gruppe namens „Orange Order“, die Katholiken aus Ulster vertrieb. Umgekehrt bildete sich die Bewegung der „Vereinigten Iren“, die nach dem jakobinischen Modell ein Direktorium und Komitees gründete und sich ebenfalls bewaffnete.
Als Fitzwilliams Nachfolger wurde der Onkel des jüngeren Robert, der 2. Earl of Camden (Bruder der zweiten Frau seines Vaters), zum neuen Lord Lieutenant of Ireland ernannt. Der jüngere Robert diente seinem Onkel in Dublin als Berater und fungierte bald praktisch als Vertreter des häufig abwesenden Chief Secretary for Ireland. Giles Hunt sah hier den entscheidenden Moment in der politischen Karriere des jüngeren Robert. Durch seine neue Aufgabe wurde der Kontakt zu seinen alten Whig-Freunden und seinen Wählern im County Down bald abgeschnitten; er wandelte sich in kurzer Zeit von einem Mann, der auf Republik und Volk getrunken hatte zu einem Vertreter des Staates. Dazu machte er sich als Vertreter der Regierung und durch seine bald folgenden Handlungen unwiederbringlich unpopulär beim irischen Volk. Camden war mit der sich immer weiter zuspitzenden Situation deutlich überfordert; er forderte mehr Truppen aus England an, um die Kontrolle zu bewahren, unternahm aber sonst zunächst keine Schritte. Sein fähiger Chief Secretary, Thomas Pelham, war aufgrund einer Krankheit zur Genesung nach England zurückgekehrt. Camden führte nun panikartig zwei Gesetze ein, die Sperrstunden einführte, Hausdurchsuchungen und die Todesstrafe für Mitglieder illegaler Bruderschaften legalisierte. Dazu gab er den Forderungen der (protestantischen) Landedelmänner nach, die Yeomanry-Milizen ausheben wollten, um diese Gesetze auch umzusetzen. In der Praxis bedeutete dieses Bündel Gesetze schnell eine Blankovollmacht für Plünderungen und eskalierende Gewalt bis hin zur Lynchjustiz. Der jüngere Robert nahm diese Maßnahmen nicht nur passiv hin, sondern war einer der Berater, die Camden diese drakonischen Maßnahmen vorschlugen. Im September 1796 führte er persönlich eine Truppe Bewaffneter nach Belfast, wo er Mitglieder und Unterstützer der „Vereinigten Iren“ verhaftete. Unter den Gesuchten befanden sich auch einige seiner ehemaligen Unterstützer, die ihn 1790 ins irische Unterhaus gewählt hatten. Unter anderem drang er mit vorgehaltener Pistole in das Haus der Teelings ein, mit denen er persönlich befreundet gewesen war und die zu seinen frenetischen Anhängern gezählt hatten; Teeling und zwei seiner Söhne wurden verhaftet, ein Sohn exekutiert. Für Giles Hunt zeigte der jüngere Robert hier ein Jekyll und Hyde-artiges Verhalten; einerseits ließ er Teeling und seine Söhne unter so harten Bedingungen im Gefängnis, dass ein Sohn im Gefängnis starb und Teelings Gesundheit ruiniert wurde. Andererseits lud er den jüngsten (18-jährigen) Sohn Charles Teeling aus dem Kerker zum Supper und zeigte sich als vollendeter Gastgeber. Für die nächsten Monate war er damit beschäftigt, in Ulster mit einer Mischung aus freundlicher Überredung und unverhohlenen Drohungen Pächter und einfache Leute dazu zu bringen, den Treueeid zu schwören. Im Dezember 1796 führte er seine Soldaten zur Bantry Bay im Südwesten Irlands, um dort eine französische Invasion Irlands abzuwehren; aufgrund ungünstiger Winde konnten die französischen Truppen jedoch nicht anlanden.
Anfang 1797 gab Camden, der zunehmend die Kontrolle verlor, seinen Generälen weitere Befugnisse. Im Ergebnis kam es schnell zu weiterer Gewalt, die durch Denunziationen bald weiter eskalierte, die Unzufriedenheit weiter schürte und das Land im Urteil von Castlereaghs Biographen John Bew in die Anarchie abgleiten ließ. Als Zeichen seiner wachsenden Bedeutung für die Administration wurde Castlereagh im Februar 1797 in das Amt des Keeper of the Privy Seal of Ireland und zum Lord des irischen Schatzamtes berufen. Auf Vorschlag seines Onkels übernahm er kommissarisch auch die Rolle des Chief Secretary, wobei er sich auf stark auf seinen Untersekretär Edward Cooke stützte, der im Urteil John Bews ein verschlagener und zynischer Mann war. Trotz Gnadengesuchs ordnete er auch die Exekution einiger führender Rebellen (wie William Orr) an. Im Sommer 1797 waren die Yeomanry-Freikorps und teils auch die britische Armee tief in Gräueltaten gegen die Zivilbevölkerung verstrickt; dies änderte sich erst, als der Befehlshaber General Lord Carhampton von General Abercromby ersetzt wurde, der Ausschreitungen gegen die Zivilbevölkerung offen kritisierte und untersagte.
Castlereagh übernahm den Posten des Chief Secretary auch offiziell im März 1798; am nächsten Tag verkündete das irische Privy Council, dass Irland in offener Rebellion sei und rief den Kriegszustand aus. In Kontrast zu Abercrombys eigenen Ansichten wies Castlereagh den General umgehend an, die Rebellion sofort zu zerschlagen, wo immer Anzeichen zu sehen seien. Während Castlereagh ruhig und effizient agierte, war die Situation für seinen Onkel Camden zu viel. Er trat zurück und teilte Pitt mit, dass sein Nachfolger Lord Lieutenant und Oberbefehlshaber in Personalunion sein müsse, worauf Pitt Lord Cornwallis nach Irland entsandte. Cornwallis zeigte sich entrüstet über die Zustände in Irland; er schlug sofort einen moderaten Kurs ein und ordnete eine Amnestie an. Castlereagh unterstützte sofort vorbehaltlos den von seinem Vorgesetzten angeordneten neuen Kurs und verteidigte ihn gegen die Proteste der protestantischen Gentry.
Im folgenden Jahr unterstützte Castlereagh den Versuch von Premierminister William Pitt d. J., die Königreiche Irland und Großbritannien in einem einzigen Königreich zu vereinen. Für Castlereagh war die Union die beste Lösung auch für Irland, da für ihn hierdurch Reformen ohne Revolution möglich wurden. Irland sah Castlereagh nur durch die politische Verbindung mit Großbritannien als lebensfähig an; auch der Handel wäre nur durch die Royal Navy geschützt. Im Fall einer hypothetischen Unabhängigkeit fürchtete Castlereagh zudem, dass Irland schnell zum Spielball der europäischen Mächte werden würde. Castlereagh verhalf als Abgeordneter im irischen Parlament dem von Pitt entworfenen Act of Union im zweiten Anlauf 1800 zur nötigen Mehrheit. Pitt autorisierte Cornwallis, „falls nötig ein wenig geräuscharme Zwänge“ einzusetzen. Cornwallis und Castlereagh begannen nun mit der Kampagne, mit der die Stimmen für die Mehrheit gewonnen werden sollten. Dabei verwendeten sie als Anreiz die bekannten (und im 18. Jahrhundert nicht unüblichen) Methoden zur Stimmgewinnung: Sinekuren, Pensionen und Beförderungen wurden ausgesprochen, um die Inhaber der Unterhaussitze des irischen Parlaments entweder zu gewinnen oder Vakanzen zu schaffen; eine Gesamtsumme von 1,5 Millionen Pfund wurden eingesetzt, um vakante Sitze von den örtlichen einflussreichen Granden zu kaufen, dazu wurden Peerages in ungekanntem Ausmaß versprochen, um wichtige Meinungsführer auf die eigene Seite zu ziehen. Während Cornwallis sich darauf konzentrierte, Peerages auszuloben, war Castlereagh vor allem damit beschäftigt, den Inhabern der durch die Union wegfallenden Sitze finanzielle Kompensationen zu versprechen. Sofern dies nicht ausreichte, scheute Castlereagh auch nicht davor zurück, unverhüllte Drohungen auszusprechen. Dem MP für Waterford, der die angebotene Bestechung ablehnte und damit drohte, die versuchte Bestechung öffentlich zu machen, drohte er (als bekanntermaßen versierter Pistolenschütze) ganz offen und unverhohlen damit, ihn in diesem Fall sofort zu einem Duell zu fordern.
Pitt d. J. war nun zuversichtlich, den bekannten Widerstand von König Georg III. gegen die Gleichstellung der Katholiken überwinden zu können, soweit das Kabinett sich einig zeigte. Der Lordkanzler, Lord Loughborough, verriet jedoch die Pläne Pitts vorzeitig an den König; er überzeugte diesen, sich Pitts Plan zu widersetzen, da sie seinen Krönungseid verletzen würden. Der König stellte sich kurz darauf öffentlich vehement gegen den Catholic Emancipation Act, das Gesetz zur Katholikenemanzipation im protestantisch-anglikanischen Königreich.

### Kabinettsmitglied
Angesichts der Opposition des Königs sah Pitt d. J. keine Möglichkeit, die Katholikenemanzipation durchzusetzen. Daraufhin trat er im Februar 1801 zurück, nicht ohne dem König den Speaker Henry Addington als seinen Nachfolger zu empfehlen. Castlereagh und Cornwallis folgten beide Pitts Beispiel und traten mit ihm zurück. Pitt d. J., der in Addington lediglich einen temporären Platzhalter sah, ermutigte jedoch viele seiner engeren politischen Weggefährten, der neuen Regierung beizutreten. Castlereagh, der von April 1801 an mehrere Monate erkrankt war, folgte daraufhin Pitts Rat und wurde im Juli 1802 Präsident des Kontrollamtes.
In seinem neuen Amt war er erstmals Mitglied des Kabinetts und zeigte schnell seine administrativen Fähigkeiten. Eine Hauptaufgabe war es in dieser Position, die Angelegenheiten der Britischen Ostindien-Kompanie zu beaufsichtigen. Castlereagh wurde dabei mit bitteren Streitigkeiten zwischen den Direktoren der East India Company und dem Generalgouverneur von Indien, Richard Wellesley konfrontiert. Während er eine Rolle als Mediator einnahm, unterstützte er inhaltlich Wellesley, der in Indien die britische Macht deutlich ausgeweitet hatte.
1804 brach der Krieg mit dem Napoleonischen Kaiserreich erneut aus und Pitt d. J. übernahm als Premierminister bald erneut die Regierungsverantwortung. In der Opposition hatte er sich mit seinem Verbündeten William Grenville überworfen, der erfolglos von ihm gefordert hatte, sich gegen Addington zu stellen und diesen notfalls zu stürzen. Grenville war mitsamt seinen Unterstützern deshalb zu Charles James Fox übergelaufen. Pitt d. J. war nun gezwungen, eine neue Regierung ohne viele seiner alten Verbündeten zu bilden. Dabei stütze er sich nun einerseits auf (oft reaktionäre) Tories, andererseits beförderte er junge Politiker wie Castlereagh, die ihm treu ergeben waren. Castlereagh übernahm neben seinem bisherigen Posten zusätzlich die Bürde des Führers des Unterhauses, um den gesundheitlich bereits stark geschwächten Pitt im Unterhaus zu entlasten. Als Kabinettsminister festigte er seinen Ruf, ein solider und kompetenter Administrator zu sein. 1805 übernahm er dazu das Amt des Kriegs- und Kolonialministers (Secretary of State for War and the Colonies). Er stieg damit zum unverzichtbaren zweiten Mann der Regierung auf. Pitt starb im Januar 1806, woraufhin William Grenville und Charles James Fox die sogenannte Regierung aller Talente bildeten. Castlereagh beteiligte sich nicht an der Regierungsbildung; nach einer Übereinkunft mit den anderen jungen „Pittites“ (wie George Canning und Spencer Perceval) ging die Gruppe gemeinschaftlich in die Opposition. Die Regierung aller Talente erwies sich als kurzlebig und stürzte bereits Anfang 1807 am Widerstand des Königs.

### Kriegsminister in Portlands Regierung
Daraufhin bildete der Herzog von Portland auf Einladung des Königs eine neue Regierung. Wie bereits in seiner ersten Amtszeit als Premierminister (1783) war Portland erneut viel eher eine Galionsfigur als der eigentliche Kopf der Regierung. Die eigentlich führenden Köpfe im Kabinett waren ein Quartett junger Politiker, die alle Pitts Protegés gewesen waren: Neben Castlereagh, der wiederum das Kriegsministerium übernahm, zählten hierzu George Canning als Außenminister, dazu kamen Spencer Perceval in seiner Doppelfunktion als Schatzkanzler und Führer des Unterhauses sowie der Innenminister Lord Hawkesbury (der 1808 nach dem Tod seines Vaters den Titel Earl of Liverpool erbte, mit dem er bekannt wurde). Zum Kabinett gehörte weiterhin auch Castlereaghs Onkel Lord Camden, der als Lord President of the Council amtierte. Canning forderte bei der Regierungsbildung zusätzlich auch den Posten des Führers im Unterhaus ein, den Castlereagh innehatte. Castlereagh war zwar bereit, dieses (als Belastung empfundene) Amt abzugeben, weigerte sich jedoch, es Canning zu überlassen. Als Kompromisslösung fiel die Aufgabe deshalb an Spencer Perceval.
Bestimmendes Thema der neuen Regierung war der andauernde Krieg gegen das Napoleonische Frankreich. Großbritannien stand 1807 weitgehend allein und sah sich einem als militärisch überlegen empfundenen Gegner gegenüber. Wie bereits seine Vorgänger war auch das Kabinett Portland uneins über die richtige Strategie. Im Kabinett kam es schnell zu zahlreichen Unstimmigkeiten, die die Regierung zunehmend paralysierten. Premierminister Portland erwies sich als führungsschwach, träge und konfliktscheu. Als direktes Resultat von Portlands Schwäche waren die einzelnen Ressorts sich weitgehend selbst überlassen. Dadurch gab es im Kabinett keine höhere Autorität, die als Schiedsrichter Unstimmigkeiten zwischen den Ressorts beilegen konnte. Innerhalb der Regierung etablierte sich Außenminister George Canning schnell als die treibende Kraft der Regierung; dabei arbeiteten Canning und Castlereagh zunächst einhellig zusammen. Zunächst bei der Entscheidung die Flotte des neutralen Dänemarks entweder über diplomatische Offerten oder notfalls durch Gewalt zu neutralisieren, um sie dem drohenden Zugriff Napoleons zu entziehen, unterstützte Castlereagh Cannings Initiative. Als sich durch Napoleons Intervention in Spanien die Möglichkeit bot, einen neuen Kriegsschauplatz zu eröffnen, war Canning im Sommer 1808 der Taktgeber und Castlereagh im Kabinett ein Anhänger hinter der schnell getroffenen Entscheidung, Truppen unter Führung Arthur Wellesleys (dem späteren Herzog von Wellington) auf die iberische Halbinsel zu verschiffen, um dort den Aufstand gegen Napoleon zu unterstützen. Im Verlauf des Jahres 1808 erkrankte Castlereagh über mehrere Monate hinweg an einer nicht näher beschriebenen Krankheit.
Über der Frage des passenden Oberbefehlshabers geriet Castlereagh mit Canning erstmals in Konflikt. Canning sah den bisherigen Befehlshaber Wellesley als geeignete Wahl an, Castlereagh unterstützte dagegen im Kabinett die Forderungen von König Georg III. nach einem formal ranghöheren Offizier und setzte sich schließlich durch. Wellesley schlug die Franzosen im August 1808 in der Schlacht von Vimeiro, wurde dann jedoch den beiden Generälen Burrard und Dalrymple unterstellt. In der Konvention von Cintra verspielten beide den errungenen Vorteil mit einem für Frankreich günstigen Waffenstillstand. Auch der nun anstelle der beiden abberufenen Generäle entsandte – und wiederum von Canning kritisch gesehene – John Moore schlug sich aus Sicht des britischen Kabinetts nicht viel besser und musste seine Armee nach dem Eingreifen Napoleons zurückziehen. Moore fiel im Januar 1809 bei einem Rückzugsgefecht. Dadurch wurde Wellesley erneut Oberbefehlshaber. Die Armee wurde zunächst evakuiert und im Frühjahr nach Portugal entsandt.
Erneut in Konflikt gerieten Castlereagh und Canning, als mit Österreichs Kriegserklärung an Frankreich der Fünfte Koalitionskrieg ausbrach. Castlereagh bereitete nun parallel zur iberischen Kampagne eine britische Invasion in den Niederlanden oder in Nordfrankreich vor, um den Verbündeten Österreich zu unterstützen und militärisch zu entlasten. Dies führte zur Planung der Walcheren-Expedition. Canning, der eine Konzentration der begrenzten militärischen Kräfte auf den iberischen Kriegsschauplatz forderte, sah dadurch den Erfolg der iberischen Kampagne gefährdet, unterwarf sich jedoch widerwillig der mehrheitlich getroffenen Entscheidung des Kabinetts.

### Duell mit Canning
Canning suchte nun eine Diskussion mit Premierminister Portland und teilte ihm unumwunden mit, dass die Regierung in ihrer derzeitigen Form nicht geeignet sei, ihre Aufgaben zu erfüllen und deutete seinen Rücktritt an. Er riet Portland zum Rücktritt. Außerdem forderte er eine personelle Neubesetzung im Kriegsministerium. Portland, der weder Canning noch Castlereagh verlieren wollte, beschwichtigte Canning und stimmte zwar grundsätzlich zu, unternahm aber zunächst nichts. Stattdessen zog er zunächst Lord Bathurst (den Präsidenten des Handelsamts) und den König ins Vertrauen, nicht jedoch Castlereagh. Über den Sommer wurden weitere Minister in die Diskussionen über die Kabinettsumbildung und die Frage, wie mit Castlereagh umzugehen sei, einbezogen. Auch Castlereaghs Onkel Lord Camden war involviert, konnte sich jedoch nicht überwinden, seinem Neffen offen über die Vorgänge zu berichten. Portland und Canning gingen zunächst vom Gegenteil aus und erfuhren erst Tage später, dass Camden untätig geblieben war. König Georg III. lehnte den Rücktritt Cannings ab und verbot Portland gleichzeitig, Castlereagh über die Vorgänge zu informieren.
Die Walcheren-Expedition nahm schnell einen katastrophalen Verlauf. Canning forderte daraufhin ultimativ Castlereaghs Entlassung. Perceval und Lord Liverpool verständigten sich dagegen auf eine andere Lösung; sie überredeten Premierminister Portland zum Rücktritt und schlugen eine große Kabinettsumbildung als Lösung vor. Portland akzeptierte den Vorschlag und verkündete am 6. September 1809 seinen Rücktritt, sobald ein Nachfolger gefunden sei; zudem teilte er Canning gleichzeitig mit, dass Castlereagh nicht einfach entlassen werden könnte. Canning erneuerte daraufhin seinen Rücktritt und blieb der Kabinettssitzung am nächsten Tag fern.

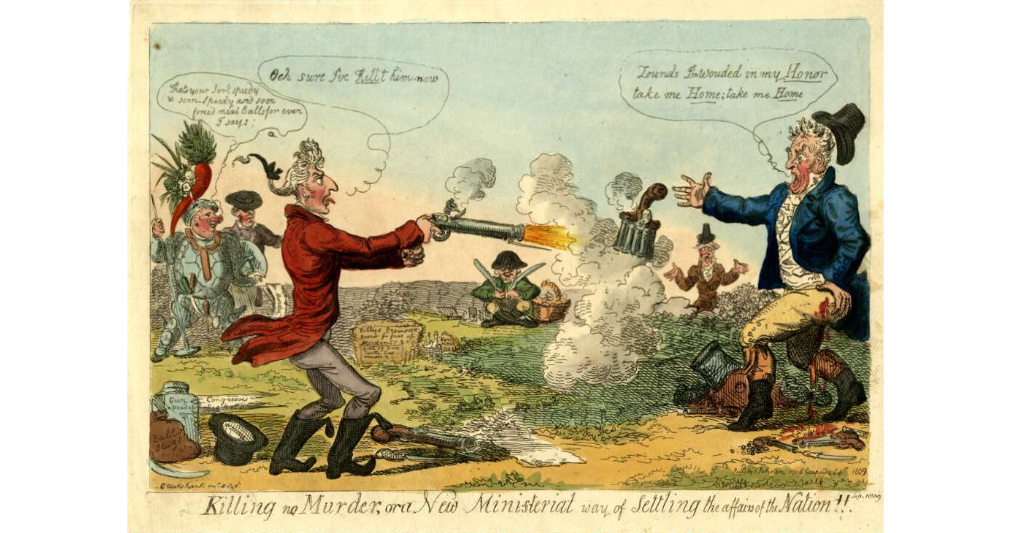
Satirische Darstellung des Duells zwischen Castlereagh und Canning von Isaac Cruikshank

Castlereagh schöpfte nun Verdacht und forderte bei seinem Onkel eine Erklärung, der ihm schließlich die Vorgänge offenbarte. Castlereagh reichte nun ebenfalls seinen Rücktritt ein und nahm an Kabinettssitzungen nicht mehr teil. Nachdem er sich 12 Tage zurückgezogen hatte, schickte er am 19. September 1809 Canning einen mehrseitigen Brief, in dem er ihn anklagte, gegen das Prinzip von Treu und Glauben, sowohl privat als öffentlich, verstoßen zu haben. Er räumte Canning zwar das Recht auf Kritik ein, sah sich aber in seiner Ehre verletzt. Auch warf er Canning vor, hinter seinem Rücken konspiriert zu haben. Der harsch formulierte Brief kam einer Aufforderung zum Duell gleich. Canning blieb nichts anderes übrig, als die Forderung nach einem Duell zu akzeptieren.
Das Duell fand im September 1809 statt; nach einem erfolglosen Vermittlungsversuch der Sekundanten kam es zum ersten Waffengang, der ergebnislos blieb. Daraufhin bestand Castlereagh auf einem zweiten Waffengang. Beim zweiten Waffengang verwundete er Canning am Bein, die Wunde war allerdings nicht schwerwiegend. Die Sekundanten erklärten die Angelegenheit damit als erledigt und unterbanden so einen weiteren Waffengang.
Der Courier, anders als der Morning Chronicle eher der Regierung als der Whig-Opposition nahestehend, legte wenige Tage danach offen, dass der Grund für das Duell die Forderung nach Castlereaghs Entlassung gewesen sei. Sobald sich am Folgetag Nachrichten über das Duell der zwei Minister verbreiteten, war der endgültige Kollaps der Regierung Portland besiegelt. Während die Regierung zunächst versuchte, das Duell als das Ergebnis eines Missverständnisses zu schildern, griffen mehrere Zeitungen das Duell zwischen „Mr. Canting“ und „Lord Castaway“ auch satirisch auf Castlereagh und Canning mussten aus ihren Ministerämtern ausscheiden, während Spencer Perceval als neuer Premierminister eine neue Regierung bildete, die sich hauptsächlich auf Lord Liverpool als Kriegsminister und Lord Wellesley als Außenminister stützte.
Castlereagh rechtfertigte sich gegenüber seinen engsten Verwandten zunächst in Briefform. Dem König schickte er einen Brief, in dem er sich für seine Duellforderung entschuldigte, gleichzeitig aber bestritt, dass Canning irgendwelche Gründe hätte, sich über sein Wirken als Kriegsminister zu beschweren. Nachdem die öffentliche Meinung zunächst mehrheitlich Canning im Recht gesehen hatte, veröffentlichte Castlereagh am 3. Oktober 1809 eine Rechtfertigung, was einen Meinungsumschwung bewirkte, da Castlereagh nun als Opfer einer Verschwörung seiner Kabinettskollegen gesehen wurde, die heimlich gegen ihn konspiriert hatten.

### Hinterbänkler
Als Folge des Duells verbrachten Castlereagh und Canning die nächsten Jahre außerhalb jeder Regierungsverantwortung; Castlereagh, weniger getrieben als Canning, war über sein Exil nicht unglücklich und genoss die Untätigkeit. Im Unterhaus erschien er hauptsächlich, soweit er sich selbst betroffen sah; er verteidigte in emotionalen Reden seinen Anteil an der fehlgeschlagenen Walcheren-Expedition, für die er als Ideengeber und Administrator maßgeblich verantwortlich gewesen war. Während er sonst mit der Regierung stimmte, wandte er sich im Januar 1810 gegen seine ehemaligen Kabinettskollegen und stimmte gemeinsam mit der Opposition, um eine Untersuchungskommission einzurichten, die sich mit den Gründen für den Fehlschlag befassen sollte. Nachdem diese eingerichtet war, schwenkte er wieder um und unterstützte die Regierung gegen einen Misstrauensantrag der Opposition. 1810 versuchte Perceval zum ersten Mal erfolglos, Castlereagh und Canning in die Regierung zu integrieren. Castlereagh lehnte jedoch sofort ab. Stattdessen zog er sich mit seiner Frau auf sein Landgut in Kent zurück, wo er sich der Zucht von Schafen widmete und ein ruhiges Leben führte.

### Rückkehr in die Regierung
Anfang 1811 wurde Georg III. für regierungsunfähig erklärt und sein Sohn Georg IV. zum Prinzregenten bestellt. Während König Georg III. Castlereagh seine Beteiligung an der gescheiterten Gleichstellung der Katholiken nie vergeben hatte, unterhielt Castlereagh zum Prinzregenten enge Bande. Sein Cousin Lord Yarmouth war ein persönlicher Favorit des Prinzregenten; dazu war Castlereaghs Onkel mütterlicherseits, der Marquess of Hertford, der Kammerherr und dessen Frau die Geliebte des Prinzregenten. Wie bereits 1788/1789 enttäuschte der Prinzregent die oppositionellen Whigs und hielt an Percevals Regierung fest. Nach dem Rücktritt des Marquess Wellesley im Februar 1812 versuchte Perceval erneut, Castlereagh ins Kabinett einzubinden. Castlereagh akzeptierte dieses Mal die Offerte und übernahm nun das vakante Amt des Außenministers. Als Spencer Perceval im Mai 1812 von einem Bankrott gegangenen Geschäftsmann ermordet wurde, versuchte der Prinzregent, eine neue Regierung in verschiedenen Kombinationen zu finden. Schließlich beauftragte er Lord Liverpool mit der Regierungsbildung. Mit dem neuen Premierminister im Oberhaus war Castlereagh das einzige Kabinettsmitglied von Gewicht im Unterhaus. Deshalb versuchten der Prinzregent und Liverpool, die Regierung zu stärken und den rhetorisch gewandten Canning in die Regierung zu integrieren. Dazu fand auf Liverpools Initiative ein Versöhnungstreffen zwischen den ehemaligen Duellanten statt; Castlereagh zeigte sich bereit, das Außenministerium an Canning zu übergeben und dafür Schatzkanzler zu werden. Canning forderte, wie bereits 1807, jedoch zusätzlich die Führerschaft im Unterhaus (Leadership of the House). Castlereagh war nicht dazu bereit, Canning auch in dieser Position zu akzeptieren, so dass Canning auf den Hinterbänken verblieb. Castlereagh wurde nun auch Fraktionsführer der Regierung im Unterhaus und übernahm somit eine führende Rolle in der britischen Politik während der entscheidenden Phase der Koalitionskriege.

### Außenminister
Castlereagh wurde in dem Moment Außenminister, als Napoleons Vorherrschaft in Europa durch dessen Niederlage im Russlandfeldzug 1812 ins Wanken geriet.
In seiner Strategie folgte Castlereagh zunächst dem “Pitt–Plan”, einem Memorandum, in dem Pitt d. J. 1805 die Kriegsziele gegen das napoleonische Frankreich und Vorschläge für eine Nachkriegsordnung skizziert hatte. Pitt d. J. hatte in seinem Memorandum die Vision eines Vertrags entworfen, in dem sich alle Großmächte Europas in einem Defensivbündnis zusammenschließen sollten, um sich damit gegenseitig gegen eine eventuelle künftige Aggression einer revisionistischen Macht abzusichern. Dazu sollten die Niederlande und Belgien fusioniert werden, um ein Bollwerk gegen französische Expansionsgelüste zu schaffen. Dem Pitt–Plan folgend konzentrierte Castlereagh zunächst seine Bemühungen darauf, ein gutes Einvernehmen mit dem Zaren herzustellen, da nach Pitts Meinung Großbritannien und Russland natürliche Verbündete wären, weil sie saturierte Mächte seien. Russland sei eine „uneigennützige Macht“ in Europa, somit gebe es keine möglichen Konflikte. Gegenüber Österreich und seinem Außenminister Metternich nahm Castlereagh zunächst eine misstrauische Haltung ein. Seit der Heirat zwischen Marie-Louise von Österreich und Napoleon war jeder Kontakt zwischen London und Österreich erloschen. Getreu dem Pitt-Plan legte Castlereagh deshalb in der Folge seine Vorschläge und Pläne zunächst jeweils Zar Alexander vor.
Nach Jahren der weitgehenden außenpolitischen Isolation infolge der Dominanz Napoleons und der von ihm verordneten Kontinentalsperre sah sich Castlereagh zusätzlich der Herausforderung gegenüber, Informationen vom europäischen Festland zu gewinnen und wieder Kontakte zu anderen Regierungen (und möglichen Verbündeten) zu knüpfen. Castlereaghs Auswahl von Emissären fand dabei bei allen Historikern Kritik. William Cathcart, ein Militär, der wenig von komplexen Verhandlungen verstand, war als britischer Unterhändler beim Zaren mit der Aufgabe betraut, ein enges Bündnis herzustellen. Da Großbritannien bereits in Spanien Krieg führte, beschränkten sich die Zusagen auf erhebliche finanzielle Subsidien zur Finanzierung des Kriegs. Um Schweden als Partner zu gewinnen, bot Castlereagh dem schwedischen Kronprinzen Bernadotte ebenfalls (erfolgreich) erhebliche Subsidien zur Kriegsfinanzierung an. Als sich Preußen im Februar 1813 von Frankreich lossagte und Großbritannien um Subsidien bat, um seinen Kriegseintritt gegen Frankreich zu finanzieren, entsandte Castlereagh im März 1813 seinen Halbbruder Charles nach Preußen, der von allen Seiten als ungeeigneter Diplomat betrachtet wurde. Metternich, der Johann von Wessenberg als inoffiziellen Emissär nach London sandte, um Verhandlungen zu beginnen, wurde dagegen weiterhin von Castlereagh zunächst als Gegner angesehen. Castlereagh weigerte sich, mit Wessenberg zu sprechen; Metternich nannte er „einen politischen Harlekin“ und drückte damit den britischen Konsens aus. Als Österreich die Seiten wechselte und Frankreich den Krieg erklärte, entsandte er Lord Aberdeen zu Metternich.
Durch die unterschiedlichen Ansichten der britischen Abgesandten im Lager der Alliierten äußerten diese im Dezember 1813 jedoch den Wunsch, mit einem einzigen britischen Bevollmächtigten zu verhandeln. Daraufhin reiste Castlereagh – als erster britischer Außenminister – im Januar 1814 selbst auf den Kontinent. In Basel traf er auf die vorrückenden alliierten Armeen und hatte ein Treffen mit Metternich, mit dem er sofort ein Einvernehmen fand. Dagegen erkannte er in Bezug auf Zar Alexander, dass die ursprüngliche Annahmen von Pitt d. J. in Bezug auf Russland falsch gewesen waren. Als Außenminister war es ihm zu verdanken, dass er die Allianz während der entscheidenden Phase des Krieges 1813 und 1814 zusammenhielt. Bei Verhandlungen in Châtillon und Chaumont kamen Großbritannien, Österreich, Preußen und Russland zu einem Vertrag, der zur Bildung der Quadrupelallianz führte. Nach der Niederlage Napoleons und seiner Abdankung zog die Alliierte Armee in Paris ein; Castlereagh trat entschlossen für eine Mäßigung bei einer Bestrafung Frankreichs ein und sprach sich für milde Friedensbedingungen aus. Im Mai 1815 kam es zum Ersten Pariser Frieden; Castlereagh war hier bereits in der Lage, so gut wie alle vorherigen britischen Kriegsziele durchzusetzen. Ungelöst blieb zunächst die „polnische Frage“, da Zar Alexander offenbar das gesamte Polen annektieren wollte und die „deutsche Frage“, da es keine Einigkeit über die künftige Grenzziehung in Deutschland gab.
Bei seiner Rückkehr nach Britannien wurde Castlereagh wie ein Held empfangen. Ein Besuch des Zaren in London entfremdete zudem beide Seiten voneinander. Der Zar versuchte erfolglos mit den führenden Köpfen der Opposition (Lord Holland & Lord Grey) gegen die Regierung Liverpool zu konspirieren. Holland und Grey zeigten sich von Zar Alexander nicht beeindruckt und seine Intrige lief ins Leere. Im Ergebnis weckte er somit lediglich bei Regierung und Opposition gleichermaßen Misstrauen. Zudem erreichten Castlereagh im Außenministerium immer mehr Berichte aus allen Teilen Europas, wo russische Agenten ihren Einfluss geltend machten, um für Unruhen zu sorgen und gegen die jeweiligen Regierungen zu intrigieren.

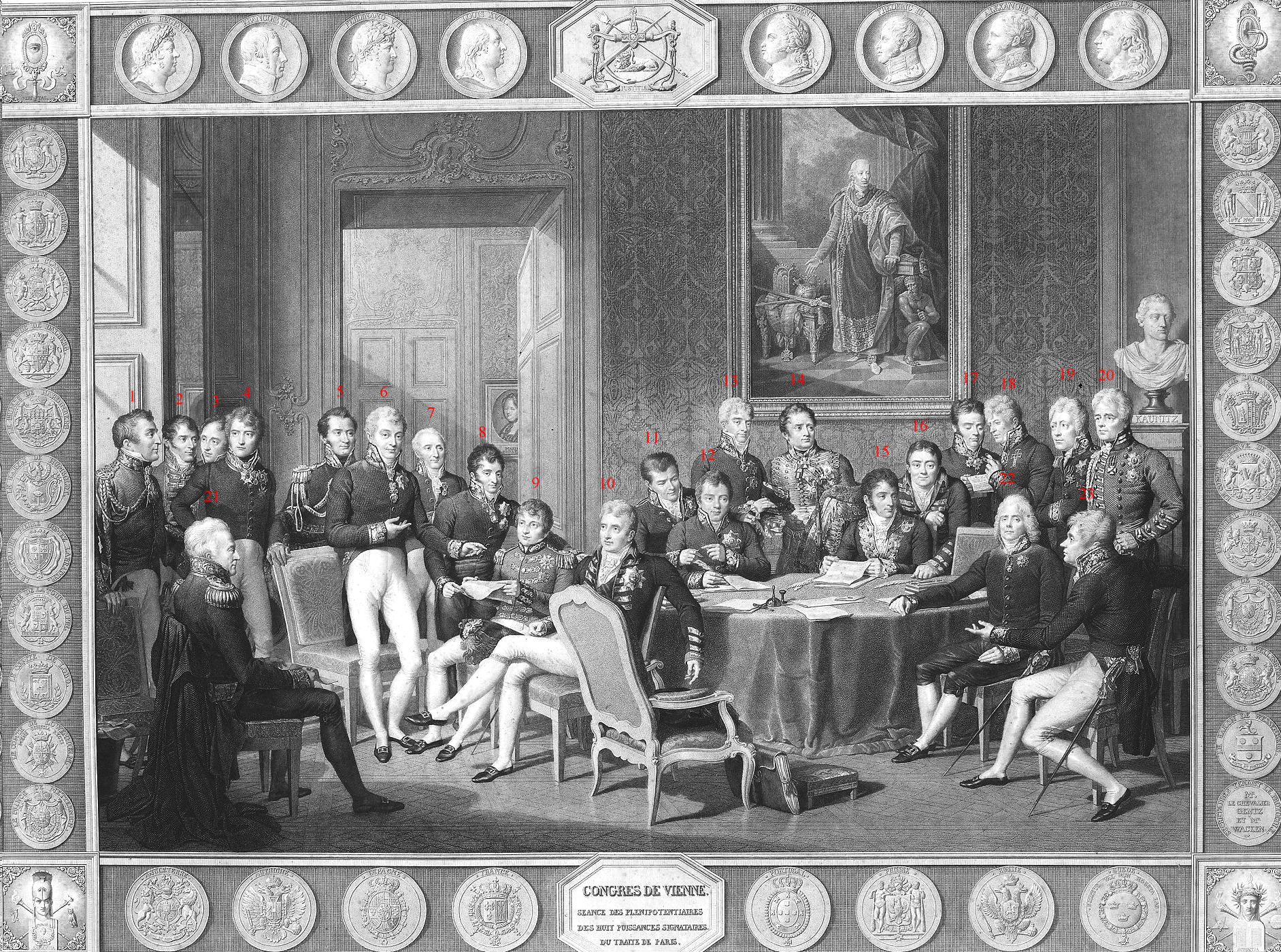
Der Wiener Kongress; Castlereagh mittig sitzend (Nummeriert 10)

Auf dem folgenden Wiener Kongress, wo er ebenfalls Großbritannien vertrat, wurde Castlereagh mit dem vollen Ausmaß der hegemonialen Bestrebungen Alexanders konfrontiert. Hier dominierte die „polnische Frage“ die Verhandlungen. Zar Alexander war entschlossen, Polen als ganzes zu annektieren und Preußen dafür mit der Annexion von Sachsen zu entschädigen. Preußen mit seiner dann nicht zu verteidigenden Ostgrenze wäre so zu einem Satelliten Russlands geworden. Zudem wäre die komplette Annexion Sachsens für Österreich und die kleineren deutschen Staaten inakzeptabel gewesen. Nach Ansicht von Metternich und Castlereagh wäre das Gleichgewicht in Deutschland und Europa dann völlig zerstört worden.
Die langwierigen Verhandlungen gerieten deshalb in eine Sackgasse. Castlereagh und Metternich, im Einklang agierend, bezogen Frankreichs Vertreter Talleyrand allmählich heimlich in ihre Beratungen mit ein; gemeinsam regten sie Ende Dezember 1814 an, dass Talleyrand offiziell an den Konferenzen der Großen Vier teilnehmen solle. Preußen, dass sich isoliert und um seine Entschädigung (in Form von Sachsen) gebracht sah, drohte daraufhin offen mit Krieg. Im Januar 1815 schlossen Metternich und Castlereagh schließlich in einem Wechsel der Allianzen mit dem französischen Diplomaten Talleyrand ein Defensivbündnis. Die Niederlande, Bayern und Hannover traten dem Bündnis bei. Mit der Aussicht auf einen neuen allgemeinen Krieg konfrontiert, lenkten sowohl Preußen als auch Zar Alexander jeweils schließlich ein; Preußen erhielt wie von Castlereagh favorisiert das Rheinland, Zar Alexander trat Teile des besetzten Polen ab.
An diesem Punkt wurde Castlereagh dringend nach England zurückgerufen, da sich Premierminister Liverpool außerstande sah, ohne Castlereagh die Fraktion zu leiten und den Regierungskurs im Unterhaus wirksam zu verteidigen. Er wurde durch Arthur Wellesley, 1. Duke of Wellington als Hauptbevollmächtigter abgelöst.
Während Castlereagh sich bis 1815 weitgehend in Einklang mit seinen Landsleuten befand, brach danach ein latenter Konflikt auf. Castlereagh vollführte in den folgenden Jahren zunehmend einen Balanceakt; dem eigenen Kabinett und seinen Landsleuten ging sein Engagement in Europa zu weit. Seinen Partnern in Europa waren Castlereaghs Zusagen zu wenig, da sie formelle Zusagen und Allianzen wünschten. Henry Kissinger sieht hier den Widerspruch in den unterschiedlichen geographischen Ausgangspositionen der Länder begründet; Castlereaghs Verbündeter Metternich habe keinen schützenden Ärmelkanal gehabt, hinter dem er sein Land vor potentiellen Aggressoren (wie Frankreich oder Russland) zurückziehen konnte. Zudem sei Großbritannien sich seiner eigenen Institutionen sicher gewesen und damit gleichgültig gegenüber potentiellen Umstürzen in anderen Ländern gewesen. Metternich dagegen bekämpfte die nationalen und liberalen Bewegungen schon aufgrund der innenpolitischen Strukturen Österreichs.
Auch in der Zeit nach dem Kongress blieb Russland eine konstante Bedrohung für das Gleichgewicht der Kräfte. Auf dem Aachener Kongress von 1818 zeigte Castlereagh erneut sein politisches Geschick, als er es verstand, den Versuchen des russischen Zaren Alexander zu widerstehen, Großbritannien in die Heilige Allianz einzubinden. Zar Alexander, der immer stärker einem religiösen Mystizismus anhing, versuchte in Aachen die bestehende Viererallianz umzuformen und einen allgemeingültige Ordnung in Europa zu erreichten. Diese sollte die bestehenden Grenzen garantieren und die innenpolitischen Strukturen alle Länder vor allen möglichen Veränderungen und Umstürzen bewahren. Castlereagh lehnte das Prinzip sofort ab; im zunehmend isolationistisch gestimmten britischen Kabinett sprach sich der zwischenzeitlich wieder in die Regierung zurückgekehrt Canning zudem auch gegen das Prinzip regelmäßiger Konferenzen aus, da Großbritannien dadurch in kontinentale Angelegenheiten verwickelt werden würde. Im Ergebnis des Kongresses wurde erneut die gemeinsame Solidarität beschworen, die vertraglichen Bindungen blieben aber hinter den Vorstellungen des Zaren zurück.
Im Mai 1820 verfasste Castlereagh zudem eine Denkschrift; er führte aus, dass die Quadrupelallianz einzig dem Zweck gedient habe, den Expansionsdrang Frankreichs in Grenzen zu halten und zu kontrollieren, nicht aber, um die Welt zu regieren oder in anderen Staaten überall in Europa zu intervenieren. Er gestand den Großmächten lediglich zu, in ihren eigenen Einflusssphären aktiv zu intervenieren, so wie Österreich es zuvor in Italien getan habe.
Bei den folgenden Kongressen von Troppau und Laibach war Castlereagh bereits nicht mehr anwesend; er zeigte sich kritisch über die dort beschlossene Interventionspolitik, verteidigte aber im Unterhaus dennoch das Recht der Monarchen auf Intervention, um die Harmonie der Allianz zu bewahren.
Mit dem Ausbruch des Griechischen Aufstands gegen die osmanische Herrschaft kam die Orientalische Frage auf die Tagesordnung. Die Griechen genossen einhellige Sympathie in der britischen Öffentlichkeit. Castlereagh bereitete sich darauf vor, beim anstehenden Kongress selbst aufzutreten und gegen eine Intervention der Heiligen Allianz in Spanien zu plädieren.

### Führer des Unterhauses
Als Führer des Unterhauses kam Castlereagh besonders nach 1815 in zunehmendem Maße eine Schlüsselrolle in der Regierung zu. Premierminister Liverpool und mehrere andere führende Kabinettsmitglieder saßen im Oberhaus, so dass Castlereagh bei den Debatten im Unterhaus gewöhnlich als führender Regierungsvertreter die Hauptlast trug. Zudem war es seine Aufgabe, die Geschlossenheit der Regierungsfraktion im Unterhaus sicherzustellen. Da Whips als Garanten für die Fraktionsdisziplin bei Abstimmungen noch keine bedeutende Rolle spielten, kam Castlereagh hier eine Schlüsselposition zu. Großbritannien befand sich nach 1815 in einer schwierigen ökonomischen Lage; dazu führten Missernten zu Unzufriedenheit in der Bevölkerung. Um die Ordnung zu bewahren, antwortete die Regierung darauf bald mit verschärften Gesetzen, die von liberalen Kreisen zunehmend als Einschränkung der Freiheit verstanden wurden. Castlereagh wurde bald zum Hauptziel von öffentlicher Kritik in der Presse und auch der Kunst. 1819 veröffentlichte der Dichter Lord Byron sein Poem Don Juan, in dem Castlereagh – der das hauptsächliche Feindbild war – von Byron als ein „Par-excellence-Fall von verbaler Unverständlichkeit und unterdrückter Sexualität“ verspottet wurde.

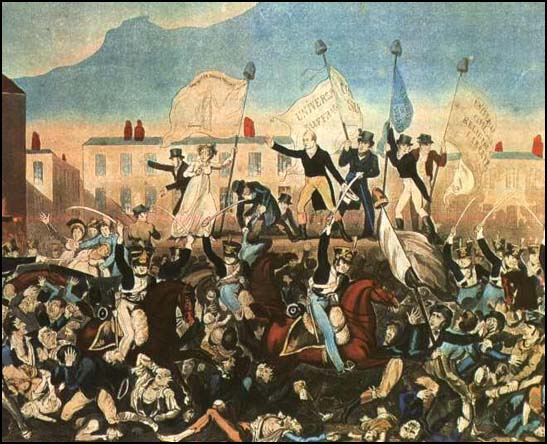
Das Peterloo-Massaker

Im gleichen Jahr kam es zum sogenannten Peterloo-Massaker; die lokalen Behörden beschlossen, eine friedliche Massendemonstration mit Gewalt aufzulösen, was zu 15 Toten und hunderten Verletzten führte. Castlereagh, der das Vorgehen der Behörden eigentlich für unverzeihlich hielt, kam es als Regierungsmitglied und Führer des Unterhauses im Anschluss zu, die Regierung im Unterhaus zu verteidigen. Mehr noch als bei seiner Rolle in der Niederschlagung der irischen Rebellion führte das Peterloo-Massaker (16. August 1819) dazu, Castlereaghs Ruf als ein reaktionärer, tyrannischer Politiker zu zementieren. Percy Bysshe Shelley verfasste als Reaktion auf das Massaker sein Poem „The Masque of Anarchy“, in dem er die Freiheit beschwor, zum gewaltfreien Protest aufrief und die ungerechten Formen der Autorität anprangerte. Mehrere Regierungsmitglieder wurden mit einem Thema als Masken dargestellt; Castlereagh als Maske des Mörders:
I met Murder on the way –
He had a mask like Castlereagh –
Very smooth he looked, yet grim;
Seven bloodhounds followed him.
(dt.: Unterwegs traf ich einen Mörder – Er trug eine Maske die wie Castlereagh aussah – Sehr geschmeidig sah er aus, doch auch grimmig; sieben Bluthunde folgten ihm.)
Byrons Attacken und Shelleys erst nach Castlereaghs Tod veröffentlichtes Poem prägten ein negatives Bild Castlereaghs.
Auch 1820 stand Castlereagh im Zentrum einer öffentlichen Kontroverse, als König Georg IV. seine Pläne vorantrieb, seiner von ihm getrennt lebenden Gattin Caroline von Braunschweig die Rechte einer Königin vorzuenthalten und die Ehe mit ihr zu annullieren. Im Juni 1820 kehrte die bei der einfachen Bevölkerung sehr beliebte Caroline nach London zurück und wurde von großen Mengen umjubelt empfangen und nach London eskortiert. König Georg IV. strebte weiter eine Annullierung der Ehe an; auf sein Drängen hatte die Regierung das Pains and Penalties Bill ausarbeiten lassen, um seiner Gattin die Rechte einer Königin vorzuenthalten und die Ehe mit ihr aufzulösen. Während der König weitgehend unpopulär war, wurde Caroline von Braunschweig von der Bevölkerung bejubelt empfangen. Caroline zog bei Freunden ein, die nur wenige Häuser von Castlereaghs Haus am St. James’s Square entfernt wohnten, obwohl ihr andere und bessere Räumlichkeiten angeboten worden waren. Castlereagh, der mit der Angelegenheit persönlich betraut worden war, wertete das als implizite Kampfansage. Erneut wurde er zum Hauptziel von öffentlichen Unmutsbekundungen; Mobs bildeten sich, die Castlereaghs Haus mit Steinen bewarfen. Castlereagh zog daraufhin ins Foreign Office. Die Regierung zog den Pains-and-Penalties-Gesetzesentwurf sofort zurück, als klar wurde, dass diese Gesetzesvorlage keine Mehrheit im Unterhaus finden würde.

### Suizid

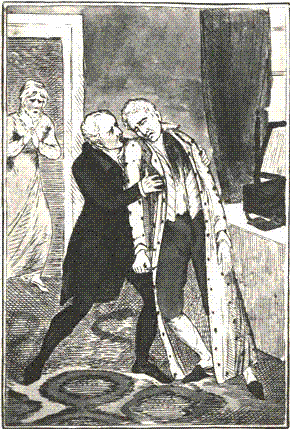
Der Tod Castlereaghs von George Cruikshank

Wegen seiner Innenpolitik beim Volk unbeliebt, war Castlereagh das Ziel anhaltender publizistischer Attacken. Als Sprecher des Unterhauses war es seine Aufgabe, unpopuläre Maßnahmen der Regierung zu verteidigen. Im Juli 1822 gestand Castlereagh seinem Halbbruder Charles, dass die Bürde der Regierungsverantwortung schwer auf ihm laste und er nach Alternativen und mehr Ruhepausen suche. Am 9. August 1822 wurde Castlereagh auf der St. James’s Street in derangiertem Zustand gesehen. Während einer nachfolgenden Audienz bei Georg IV. äußerte er in Bezug auf den bevorstehenden Veroneser Kongress, die Zeit sei gekommen, sich von Europa zu verabschieden; außer ihm und dem König gebe es niemanden im Land, der Europa kenne und verstehe. Danach überraschte Castlereagh den König zunächst mit der Aussage, die Polizei suche bereits nach ihm, um ihn zu verhaften. Man beschuldige ihn „des gleichen Verbrechens wie den Bischof von Clogher “ – dieser, Percy Jocelyn, war im Juli 1822 in einem Pub mit einem jungen Mann und heruntergelassener Hose erwischt worden. Der König zeigte sich alarmiert über Castlereaghs Verhalten und versuchte, ihn zu beruhigen. Wellington als sein engster Freund und Verbündeter im Kabinett besuchte Castlereagh noch am selben Tag; Castlereagh, der Anzeichen von Paranoia zeigte, beschuldigte ihn, Teil einer Verschwörung gegen ihn zu sein. Nach den nicht immer völlig zuverlässigen Erinnerungen von Fürstin Dorothea von Lieven habe Castlereagh beim König ausgerufen: „Ich bin verrückt. Ich weiß, dass ich verrückt bin.“ Er habe im Gespräch mit Wellington geäußert: „Ja, ich weiß, ich bin verrückt. Ich weiß es seit einiger Zeit.“ Wellington schickte danach sofort nach Castlereaghs Arzt Dr. Bankhead, der ihn zur Ader ließ und ihn auf sein Landgut in Kent begleitete, wo er unaufhörlich zusammenhanglos redete und phantasierte. Vorsorglich wurden ihm seine Pistolen und alle Messer im Haus weggeschlossen. Am frühen Morgen des 12. August 1822 schnitt er sich mit einem unbemerkt gebliebenen Brieföffner die Kehle durch.

## Rezeption

### Reaktion auf den Suizid
Castlereaghs Suizid sorgte für ein weites Echo in der Öffentlichkeit, wobei die Reaktionen zwischen Schock und Jubel weit auseinandergingen. Der bestürzte Metternich nannte Castlereagh unersetzbar; König Georg IV. kondolierte Liverpool und Castlereaghs Frau. Während Henry Hardinge Castlereaghs Tod mit Nelsons Tod in der Schlacht von Trafalgar verglich und ihn als einen Märtyrer stilisierte, gab es in der Presse auch einige bitterböse Epigramme mit beleidigenden Inhalten. Die von William Cobbett herausgegebene Political Register veröffentlichte die Nachricht von Castlereaghs Suizid auf seiner Titelseite in Form eines fiktiven Briefs an einen aus politischen Gründen Inhaftierten, der „in der Tiefe seines Kerkers“ aus dieser Nachricht Trost und Hoffnung schöpfen solle. Lord Byron veröffentlichte auf die Nachricht von Castlereaghs Suizid hin prompt einige Verse, die eine weite Rezeption fanden und mit den Zeilen endeten:
„Also hat Er sich endlich seine Kehle durchgeschnitten. Er? Wer? Der Mann, der seinem Land schon lange vorher die Kehle durchgeschnitten hat.“
Dazu veröffentlichte er kurz darauf ein vierzeiliges Epigramm, in dem er Reisende dazu anhielt, auf Castlereaghs Grab zu urinieren. Kritik für dieses Epigramm erhielt er auch von ausgesprochenen Gegnern Castlereaghs.
Castlereaghs Tod wurde bei einer Untersuchung als Folge von Wahnvorstellungen beschrieben. Er wurde auf Wunsch seiner Frau Emily am 20. August 1822 in einem vollen Staatsbegräbnis in der Westminster Abbey zu Füßen von William Pitt dem Jüngeren zu Grabe getragen; die Sargträger in der Westminster Abbey waren die Kabinettsmitglieder Liverpool, Wellington, Vansittart, Sidmouth, Ellenborough und Robinson.
Castlereagh hatte beim Tod seines Vaters 1821 dessen Titel als 2. Marquess of Londonderry geerbt, war aber nicht wie dieser als irischer Representative Peer ins House of Lords gewählt worden. Der Titel ging bei seinem Tod an seinen jüngeren Halbbruder Charles über.

### Theorien zu Castlereaghs Selbstmord: Kriminalfall oder Krankheit?
Während darauf verwiesen wurde, dass ein Suizid in dieser Zeit kein besonders ungewöhnliches Phänomen war, war Castlereaghs Suizid ein Schock für seine Zeitgenossen. Zahlreiche Theorien in diversen Publikationen beschäftigen sich mit möglichen Erklärungsversuchen.
H. Montgomery Hyde widmete den Vorgängen 1959 ein Buch (The Strange Death of Lord Castlereagh). Er stützte sich auf ein wiederentdecktes Pamphlet von 1855, in dem der Reverend James Richardson auf Grundlage von Enthüllungen eines Bekannten von Castlereagh die Geschichte präsentierte, dass Castlereagh sich als Erpressungsopfer sah: Während er spätabends vom Parlament durch den St. James’s Park nach Hause gegangen war, sei er regelmäßig von dort flanierenden Prostituierten angesprochen worden; bei einer Gelegenheit im Jahr 1819 habe er ein solches Angebot angenommen und sei der Prostituierten zu einem nahen Bordell gefolgt. Dort sei er von mehreren Männern überwältigt worden, gleichzeitig habe „die Dame“ sich entkleidet und als ein verkleideter Mann herausgestellt. Von diesem Moment an sei er erpresst worden mit der Drohung, ihn als Sodomiten bloßzustellen.
Douglas Hurd stützte sich 2010 ebenfalls auf diese Version.
Giles Hunt stellte in seinem Buch 2008 eine gänzlich andere Theorie vor: Castlereagh habe zum Zeitpunkt seines Selbstmords an Syphilis im Tertiärstadium (weit fortgeschrittenem Zustand) gelitten. Die Syphilis habe er sich in seiner Studienzeit in Cambridge zugezogen, was ihn zu seiner Unterbrechung des Studiums gezwungen hätte. Als Beweis sah er einen Brief von Castlereaghs Onkel Lord Camden an seinen Neffen aus dieser Zeit, in dem dieser von einer Krankheit spricht, „die nicht direkt vor den Frauen eingestanden werden kann“. Diese Formulierung könne sich nur auf eine sexuell übertragbare Erkrankung beziehen. 1801 und erneut 1808 (als er als Kriegsminister zwei Monate ernstlich erkrankt war) habe Castlereagh weitere Schübe der Krankheit gehabt. Auch einige bekannte drastische Gefühlsausbrüche Castlereaghs seien ein Indiz, da sie für eine so selbstbeherrschte Person gänzlich uncharakteristisch seien. Weiter verweist er auf Deborah Haydens Buch Pox: Genius, Madness, And The Mysteries Of Syphilis, in der diese die Syphilis bei vielen prominenten Menschen nachzuweisen versuchte und dabei davon ausgeht, dass zu der Zeit in den meisten europäischen Städten etwa 15 Prozent der Bevölkerung an der Syphilis litten. Hunt zog zur Abklärung einen Neurochirurgen zu Rate, der eine Diagnose auf Basis der vorhandenen Fakten aufstellte und die Diagnose Syphilis aufstellte.
Wie John Bew 2011 ergänzend hinzufügte, sei durch Hunts Theorie auch erklärbar, dass Castlereaghs als glücklich beschriebene Ehe mit seiner Frau Emily kinderlos geblieben sei, da er an Unfruchtbarkeit litt. Bew hält es gleichzeitig für möglich, dass Castlereagh sich das Leben aufgrund der ursprünglich attestierten Wahnvorstellungen nahm.

### Bewertung seines Wirkens

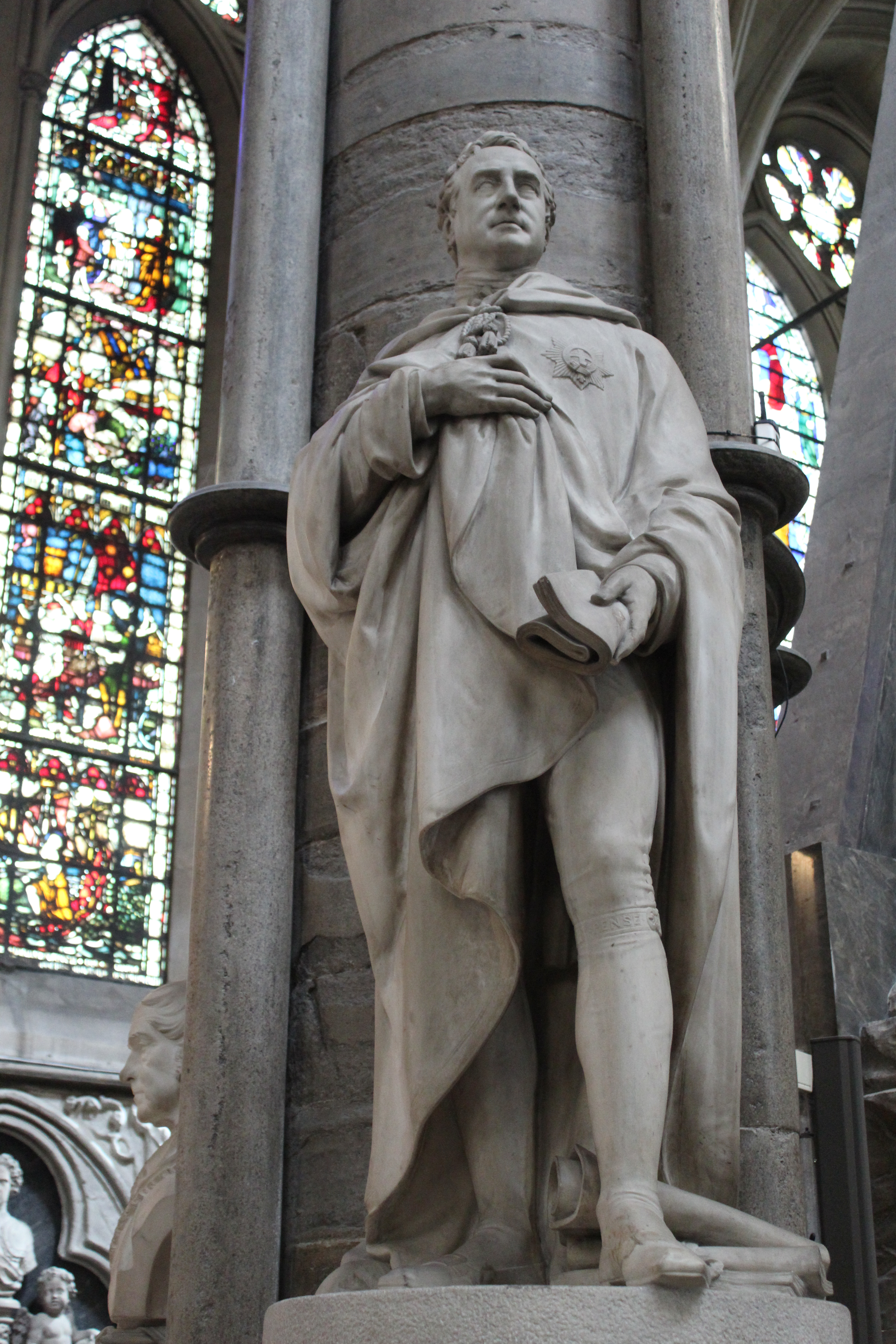
Statue Castlereaghs im nördlichen Querschiff der Westminster Abbey. (vom Bildhauer John Evan Thomas, 1850)

Castlereagh galt nach seinem Tod als einer der großen Schurken in der politischen Geschichte des Vereinigten Königreiches. Sein kompromissloses Niederschlagen des Irischen Aufstands 1798 machte ihn in Irland ebenso zu einer verhassten Person wie auch in liberalen Kreisen des Vereinigten Königreiches. Auch sein Einvernehmen mit der Heiligen Allianz nach 1815 führte zu Ablehnung. Das „Peterloo-Massaker“ ruinierte für lange Zeit vollends seinen Ruf.
Während sein Nachfolger Canning für seine klare Distanzierung zur Heiligen Allianz gefeiert und zum Vertreter eines fortschrittlichen Liberalismus stilisiert wurde, wurde Castlereagh in gleichem Maß geschmäht. Wie John Bew 2011 vermerkte, etablierte sich schnell auch in der Geschichtsschreibung ein wiederkehrendes Muster: Auf eine tendenziell günstige historische Einordnung Castlereaghs folgte jeweils zeitnah eine kritische Replik, die Castlereagh als Reaktionär zeichnete.
Im Jahr 1861 veröffentlichte Archibald Alison die erste, äußerst kritisch aufgenommene große Studie über Castlereagh, in der er Castlereagh sehr positiv und als politischen Primus inter pares im Kampf gegen Napoleon zeichnete.
Castlereagh hat für seine Rolle in der Niederschlagung des irischen Aufstands – besonders in Irland – starke Kritik und Polemiken auf sich gezogen. Während der irische Schriftsteller und Nationalist John Cashel Hoey 1867 Castlereaghs Berater Edward Cooke als den eigentlich Schuldigen ausmachte, der ein „satanisches Vergnügen“ daran gehabt hätte, Castlereagh auf dunkle Wege zu führen, zeichnete der einflussreiche irische Nationalist und Autor Francis Joseph Bigger 1906 in seiner Biographie von William Orr das polemische Bild Castlereaghs, der über Spione und Verführer überall geboten hätte und als perfider Manipulator von Dublin Castle aus selbst die irische Rebellion entfachte, um Irland dann in Blut zu tränken und dadurch im Resultat den Act of Union zu bewerkstelligen.
Der ehemalige Cambridge-Absolvent Charles Webster veröffentlichte 1925 seine Studie über die Außenpolitik Castlereaghs. Webster widersprach der bis dahin vorherrschenden Meinung und argumentierte, Castlereagh habe nie versucht, Großbritannien in die Heilige Allianz zu integrieren. Bereits in Aachen 1818 habe er sich von der Heiligen Allianz distanziert und Großbritannien auf einen isolationistischen Kurs geführt. Cannings Kurs der Abgrenzung und Isolation habe er so bereits vorweggenommen. Castlereagh habe lediglich einen weit konzilianteren Stil gepflegt als Canning, der sich auch öffentlich scharf von der Heiligen Allianz abgrenzte.
Webster erhielt für seine Arbeit vielfaches Lob; noch 2011 urteilte John Bew in seiner Biographie Castlereaghs, niemand habe mehr dafür getan, Castlereaghs Ruf wiederherzustellen als Charles Webster.
Mit seinen Schlussfolgerungen provozierte Webster den Widerspruch seines Cambridge-Zeitgenossen und Bekannten Harold Temperley, der 1905 eine Biographie George Cannings und 1925 eine Studie über Cannings Außenpolitik veröffentlicht hatte. In der Folge kam es zwischen beiden zu einem jahrelangen Historikerstreit über die geschichtliche Einordnung Cannings und Castlereaghs. Temperley wies viele von Websters positiven Einschätzungen zurück und verteidigte Cannings Verdienste als Außenminister energisch; Canning sah er in seiner ersten Amtszeit von 1807 bis 1809 als den eigentlichen Ideengeber von Castlereaghs späterer Außenpolitik und charakterisierte Castlereaghs Wirken als Außenminister als „ineffizient“. Während sie eine immer engere persönliche Freundschaft verband, trugen Webster und Temperley einen jahrelangen öffentlichen Disput vor allem über die Gewichtung der jeweiligen Außenpolitik als auch verschiedene biographische Aspekte wie das Duell zwischen Castlereagh und Canning aus. In diversen Artikeln im Cambridge Historical Journal als auch bei öffentlichen Debatten stritten beide über Castlereaghs und Cannings Meriten, bevor Temperley schließlich einräumte, dass Castlereagh sicherlich weniger an verdienter Anerkennung und Lob zuteilgeworden war als umgekehrt Canning.
Henry Kissinger setzte Castlereagh 1957 in seiner kurz darauf als Buch veröffentlichten Dissertation (Großmacht Diplomatie. Von der Staatskunst Castlereaghs und Metternichs) ein Denkmal; dank der Größe Castlereaghs und seines Verhandlungsgeschicks sei nach der Niederlage Napoleons eine stabile Nachkriegsordnung auf Basis einer neuen Legitimität etabliert worden, die über 50 Jahre lang Bestand gehabt habe. Seine Unterstützung und Rückendeckung habe es zudem Metternich wiederholt erlaubt, sich den hegemonialen Ambitionen von Zar Alexander zu widersetzen. Als europäischster aller britischen Staatsmänner habe er eine Verbindung zu Europa hergestellt und diese auch gegen innere Opposition aufrechterhalten. Dies sei umso bemerkenswerter, da Castlereagh in seiner gesamten bisherigen Karriere niemals tiefgehende Konzepte und Ideen entwickelt hatte.
1981 veröffentlichte Wendy Hinde ihre Biographie Castlereaghs. Sie legte dabei besonderen Fokus auf Castlereaghs Zeit in Irland und hob hervor, dass Castlereagh vor allem auch als Führer des Unterhauses die tragende Stütze von Liverpools Regierung gewesen sei. Wie auch andere Biographien schilderte sie Castlereagh als schwierig zu fassenden, weil zurückgezogenen Charakter, der essentiell hinter einer liebenswürdigen Fassade wenig von sich preisgegeben habe.
In den 2000er-Jahren verstärkte sich das Interesse an Castlereagh. 2007 veröffentlichte Adam Zamoyski seine Darstellung (dt: 1815: Napoleons Sturz und der Wiener Kongress) des Wiener Kongresses. Wie die meisten Biographen charakterisierte er Castlereagh als fähigen Politiker mit rascher Auffassungsgabe, nicht jedoch als originellen Denker. Kissingers positiven Schlussfolgerungen in Bezug auf die Ergebnisse des Wiener Kongresses widersprach er; zum einen habe es auch in den Jahren nach 1815 mehrere kleinere Kriege in Europa gegeben, weswegen eine wirklich stabile Friedensordnung also nicht erreicht wurde. Zum zweiten sei die Friedensordnung des Wiener Kongresses nie vollständig umgesetzt worden. Drittens widersprach er Kissingers Legitimitäts-Argument; beim Wiener Kongress hätten die großen Mächte zwar eine neue Ordnung geschaffen, die aber die kleineren Staaten Europas ebenso ignorierte wie die öffentliche Meinung.
2008 veröffentlichte Giles Hunt seine Darstellung des Duells zwischen Castlereagh und Canning, in dem er auch biographische Studien der beiden Kontrahenten und eine neue These über die Ursache von Castlereaghs Suizid einbrachte. Für Hunt war es ein Glücksfall, dass Castlereagh anstelle von Canning Außenminister auf dem Wiener Kongress war; auch wenn er keine andere politische Linie als Canning vertreten hätte, so wäre es ihm mit seinem aristokratischen Hintergrund möglich gewesen, Zar Alexander die Stirn zu bieten; dieser hätte umgekehrt Canning wohl nicht als gleichwertigen Verhandlungspartner betrachtet.
In seinem Buch und der gleichnamigen BBC-Dokumentation Getting Our Way zeichnete der ehemalige britische Botschafter Sir Christopher Meyer 2009 ein äußerst positives Bild Castlereaghs. Darauf folgten zahlreiche negative Repliken; so meinte der Kolumnist John Lloyd in der Financial Times: „Meyers Held sei Castlereagh, Erz-Realist und Architekt des europäischen Konzerts der Großmächte, ein Einklang um nationales Streben zu unterdrücken....eine Vision der Welt, die man am besten vergesse.“ David Aaronovitch äußerte dazu in der Sunday Times, dass Castlereaghs Diplomatie lediglich imperiale Reaktionäre für 100 Jahre lang gestärkt habe. Ebenfalls in der Sunday Times äußerte A. A. Gill, Castlereagh sei „der verabscheuungswürdige Manipulator auf dem Wiener Kongress....der in der Verleugnung der Aufklärung resultiert und die meisten der gewonnenen Freiheiten der amerikanischen und französischen Revolution wieder auf Eis gelegt“ habe.
Im gleichen Jahr veröffentlichte John Campbell sein Buch Pistols at Dawn: Two Hundred Years of Political Rivalry from Pitt and Fox to Blair and Brown, in dem er sich mit Castlereagh vor dem Hintergrund der politischen Rivalität zwischen Castlereagh und Canning auseinandersetzte. Auch er betonte wie vormals Charles Webster, dass Castlereagh nie der Heiligen Allianz beigetreten, sondern sich immer weiter von ihr distanziert habe; zudem habe er die Quadrupelallianz nur als Mittel gesehen, um die Napoleonische Vorherrschaft zu brechen, nicht als weitergehendes Instrument, um die Welt zu regieren. Insoweit seien trotz der lebenslangen Rivalität auch die außenpolitischen Übereinstimmungen zwischen Castlereagh und Canning zu sehen. Castlereagh sei damit einer der beiden Männer, die die Grundlagen für die britische Außenpolitik im Zenit der britischen imperialen Macht gelegt hätten.
2010 widmete Douglas Hurd Castlereagh und Canning ein Kapitel in seinem Buch Choose your Weapons. The British Foreign Secretary. Castlereagh habe als Außenminister eine traditionelle Politik betrieben, die auf dem Gleichgewicht der Mächte basierte; die Kräfte der Veränderung, die währenddessen unter der Oberfläche wirkten, habe er ignoriert. Damit sei er der Mann der reinen Fakten und Handlungen gewesen, dessen Ansichten über die Macht traditionell, territorial und Top-down-lastig geblieben seien. Für Hurd begründeten Castlereagh und Canning die zwei rivalisierenden Schulen der britischen Außenpolitik: Wo Cannings Schule unilateral, vage idealistisch, an Fortschritt und liberalen Interventionismus glaubend sei, würde Castlereaghs Schule die Diplomatie betonen, sowie den Aufbau von Allianzen und Institutionen um Frieden und Stabilität zu sichern.
2011 folgte die Biographie von John Bew. Bew schilderte Castlereaghs Leben tendenziell wohlwollend. Er urteilte, dass kaum je ein anderer britischer Staatsmann den gleichen Einfluss in der Welt wie Castlereagh erreicht habe, obwohl er nicht der brillanteste Staatsmann seiner Generation gewesen sei.

### Ehrungen
Zu Lebzeiten wurde Castlereagh 1814 als Knight Companion des Hosenbandordens und 1816 als Knight Grand Cross des Guelphen-Ordens ausgezeichnet. Dazu wurde der Castlereagh River im australischen New South Wales im Jahr 1818 nach ihm benannt. In der australischen Stadt Sydney ist ein Vorort sowie eine Straße nach ihm benannt. Im Jahr 1850 wurde eine Statue Castlereaghs in der Westminster Abbey errichtet. Die Statue, die Castlereagh im Ornat des Hosenbandorden darstellt, steht im nördlichen Querschiff. Bildhauer war John Evan Thomas.
Castlereagh ist weiter einer der Begründer des Londoner Travellers Club.

## Anrede in verschiedenen Lebensphasen

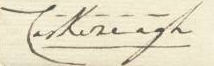
Castlereaghs Signatur

- 1778–1789: Robert Stewart, Esquire
- 1789–1796: Hon. Robert Stewart
- 1796–1797: Robert Stewart, Viscount Castlereagh
- 1797–1814: The Right Honourable Viscount Castlereagh
- 1814–1821: The Right Honourable Viscount Castlereagh, KG
- 1821–1822: The Most Honourable The Marquess of Londonderry, KG, GCH, PC, PC (Irland)[188]

## Castlereaghs Wahlkreise für das britische Unterhaus
- 1794–1796: Borough Tregony in Cornwall
- 1796–1797: Borough Orford in Suffolk
- 1801–1805: County Down
- 1806–1806: Borough Boroughbridge in Yorkshire
- 1806–1812: Borough Plympton Erle in Devon
- 1812–1821: County Down
- 1821–1822: Borough Orford in Suffolk

## Verfilmungen & Dokumentationen
- 2013: The Extraordinary Life of Castlereagh. BBC.